# St. Johannes und Paulus (Beckingen)

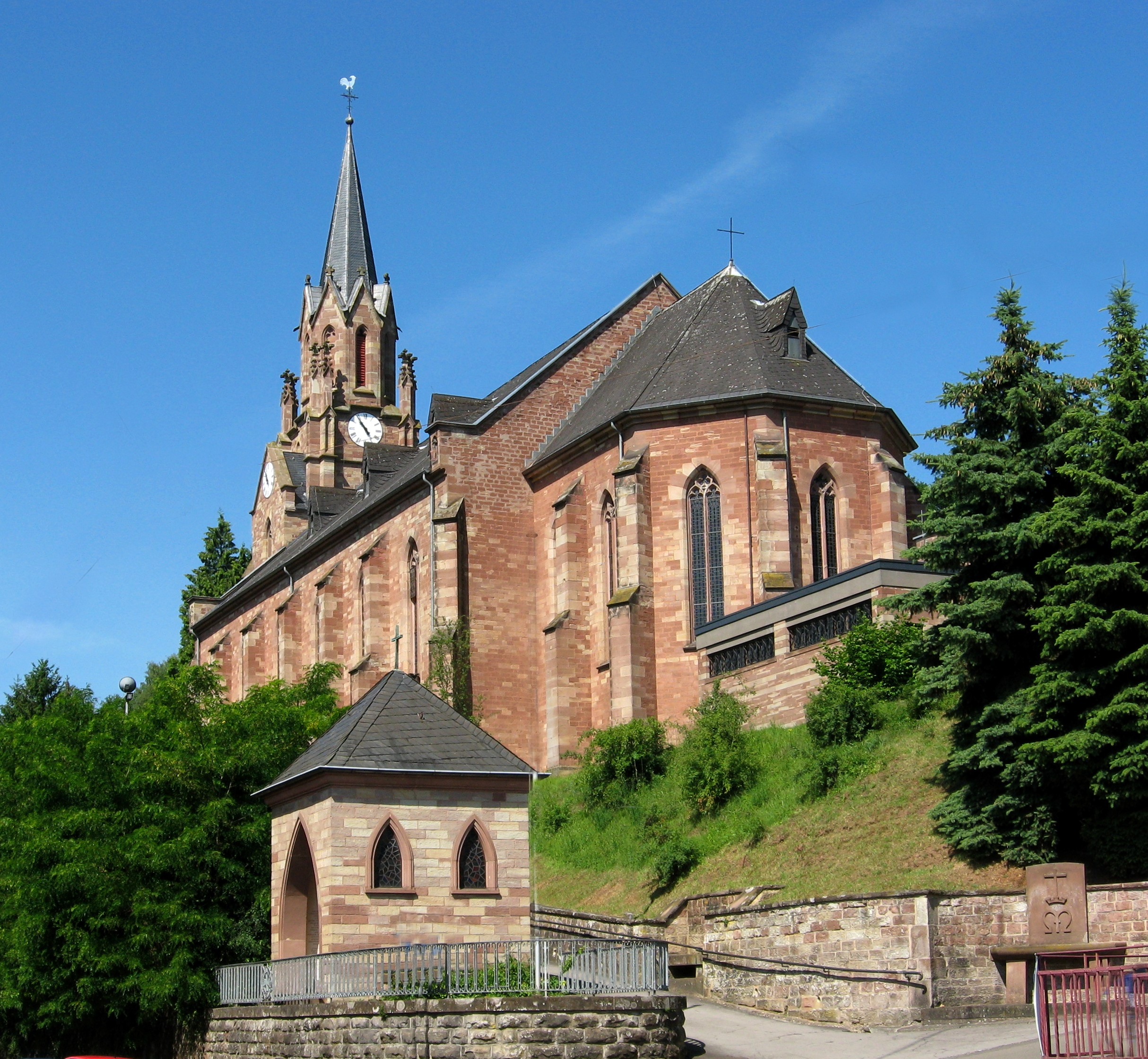
Die katholische Pfarrkirche St. Johannes und Paulus in Beckingen

Die Kirche St. Johannes und Paulus ist eine katholische Pfarrkirche in Beckingen, Landkreis Merzig-Wadern, Saarland. Die Kirche trägt das seltene Patrozinium der beiden kaiserlichen Palastbeamten, frühchristlichen Märtyrer und Wetterheiligen Johannes und Paulus von Rom und ist in der Denkmalliste des Saarlandes als Einzeldenkmal aufgeführt. Die Kirche ist dem Bistum Trier und dem Dekanat Merzig zugeordnet. Das Patrozinium der Kirche wird am 26. Juni gefeiert.

## Geschichte

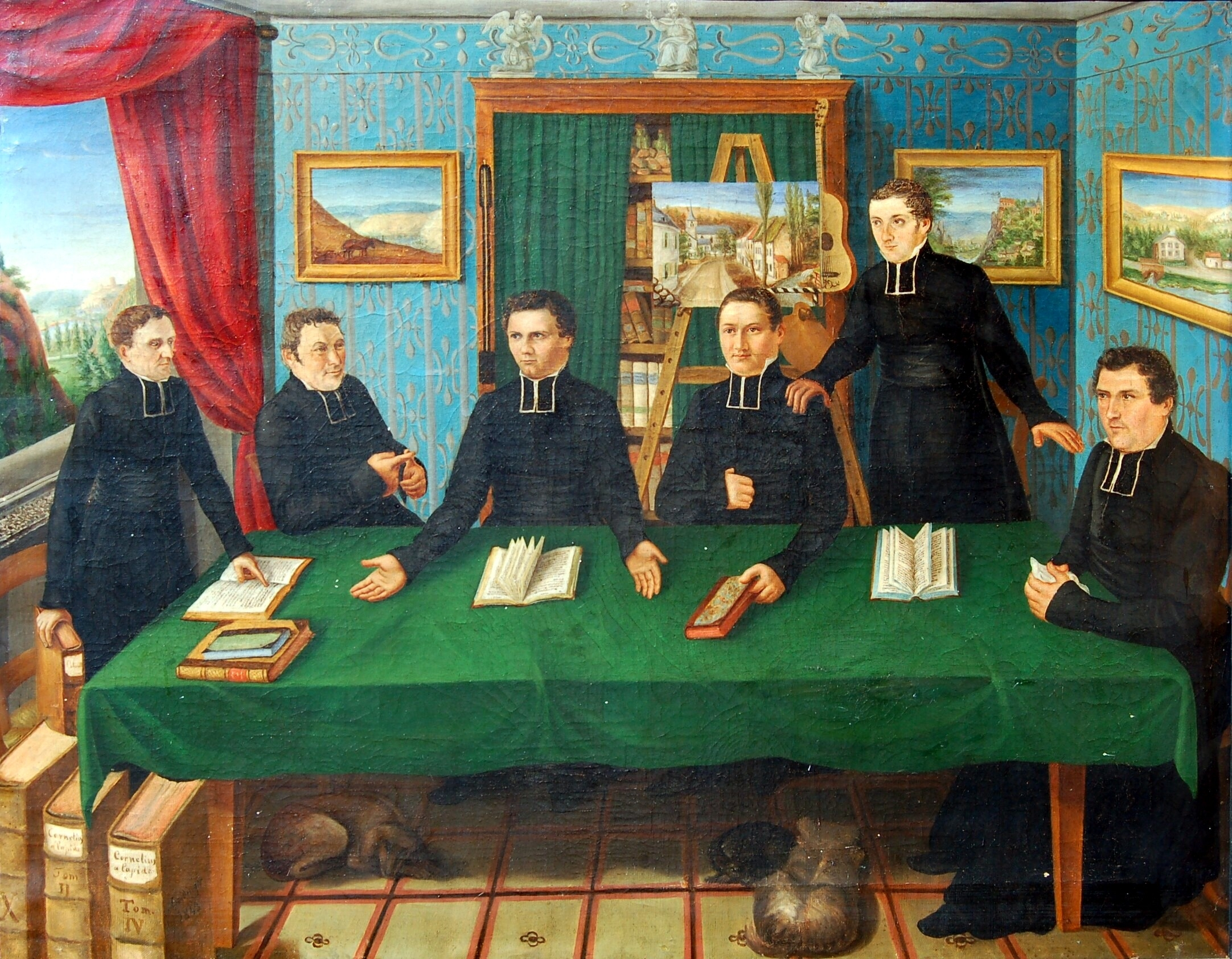
Franz Xaver Leidinger (1810–1890), Bauherr der neogotischen Beckinger Kirche: Bild Nr. 35, „Eine Konferenz von sechs Pastören“, v. l. n. r. Pastor Goebel von Serrig; Pastor Deutsch, ehemaliger königlich-preußischer Schulinspektor und Direktor der Ackerbauschule in Merchingen, Rentner in Menzlich bei Konz; Pastor Philipp Schmitt von Dillingen, später Trier St. Paulin; Pastor Franz Xaver Leidinger von Beckingen; Pastor Herber von Kastel bei Saarburg, später Leiwen an der Mosel; Postor Heinesch von Bietzen; hinter Franz Xaver Leidinger sieht man auf einer Staffelei ein Gemälde, das die alte Beckinger Kirche zeigt (1843, 84 cm × 63 cm, Pfarrhaus Beckingen)

### Mittelalter
Die erste urkundliche Erwähnung einer Kirche in Beckingen datiert aus dem Jahr 1254. Die im Jahr 1388 gegossene Marienglocke der heutigen Kirche, die somit die älteste erhaltene Glocke des Saarlandes darstellt, hing ursprünglich wohl in dieser Kirche.

### Spätgotischer Kirchenbau und Patronat

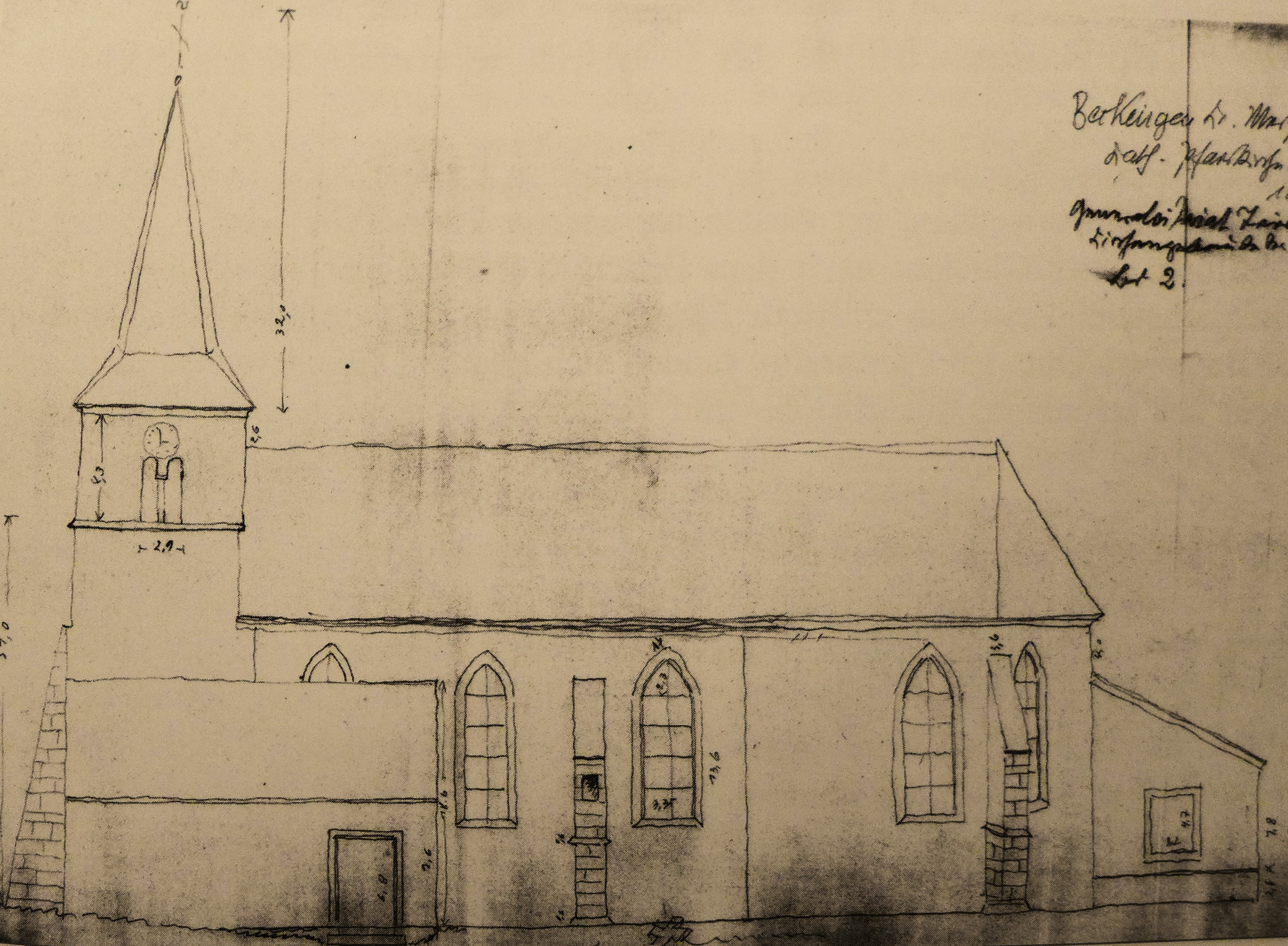
Beckingen, spätgotische Pfarrkirche, Zeichnung

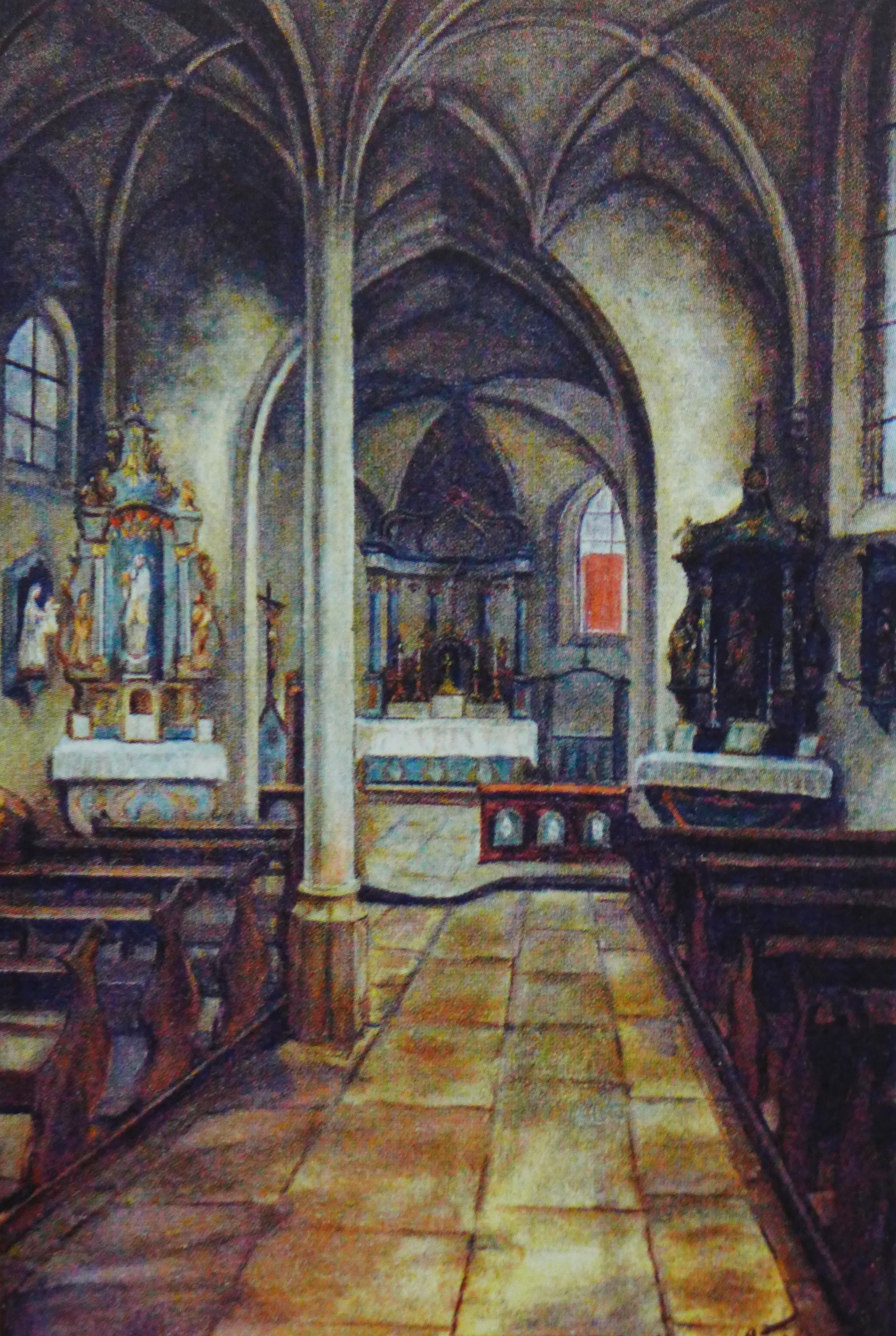
Beckingen, spätgotische Pfarrkirche, Innenraum (Gemälde im Pfarrarchiv Beckingen)

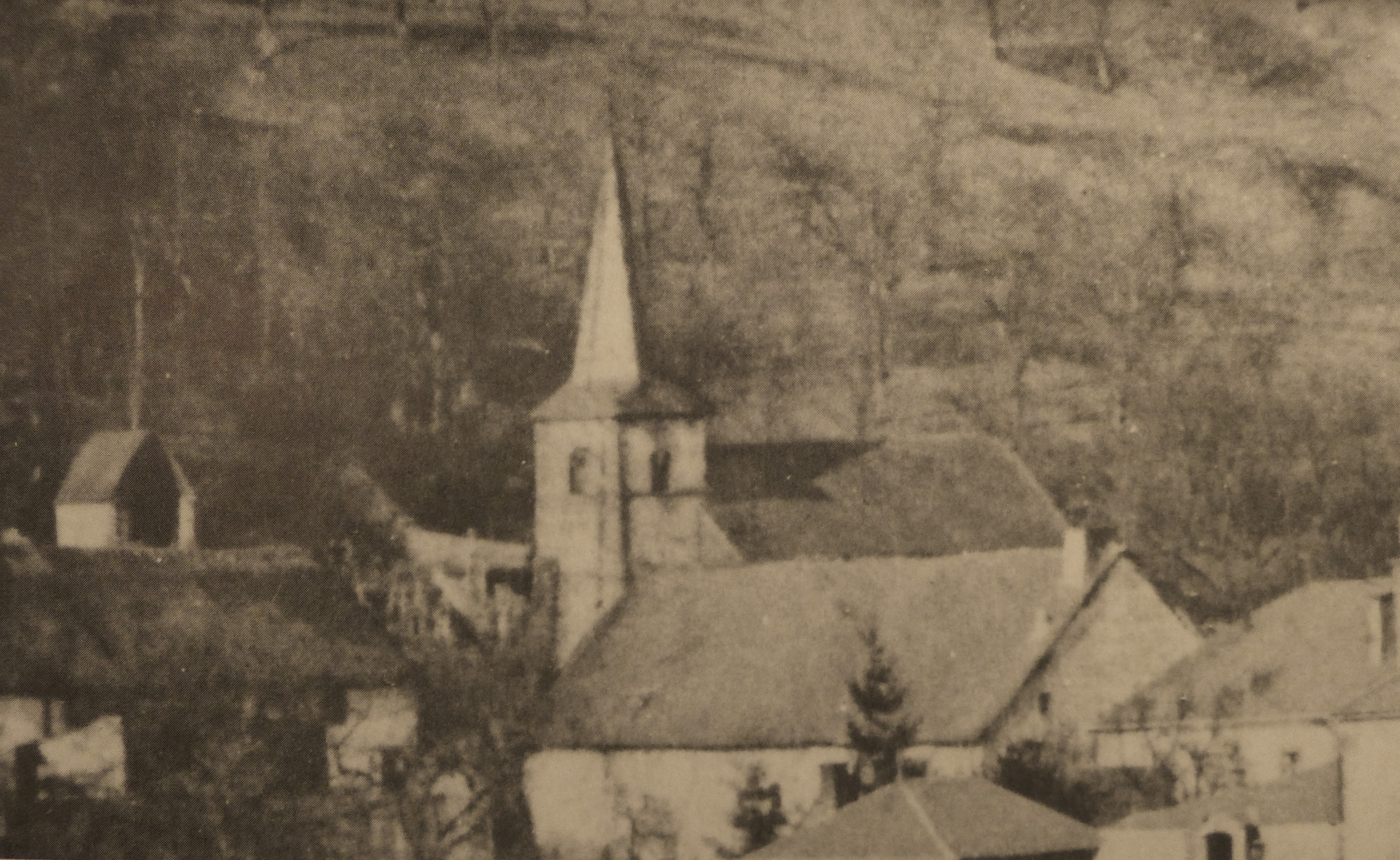
Beckingen, spätgotische Pfarrkirche, Foto von 1873/74

Im Jahr 1580 ließen die Jesuiten aus Trier auf dem Bolzenberg eine neue Kirche errichten, die damit das zweite Gotteshaus an diesem Ort war. Die Marienglocke läutete auch in dieser Kirche, die Mitte des 19. Jahrhunderts teilweise baufällig geworden war. Dieser Vorgängerbau der heutigen Kirche befand sich auf der untersten Terrasse des heutigen Beckinger Friedhofes. Die jesuitische Bauinitiative ist dadurch zu erklären, da im Jahr 1565 das Patronatsrecht über die Pfarrei Beckingen auf die Trierer Jesuitenniederlassung übergegangen war. Vorher hatte das Patronat über dreihundert Jahre beim Trierer Dominikanerinnenkloster St. Barbara gelegen. Hintergrund war, dass um die Mitte des 13. Jahrhunderts die Angehörige eines reichen Trierer Rittergeschlechtes, Ponzetta de Lapide, Ehefrau Eberhards III. von Oberstein, das Patronatsrecht der Beckinger Kirche im Jahr 1254 dem Dominikanerinnenkloster St. Barbara in Trier übereignet hatte. Darüber hinaus hatte Ponzetta dem Kloster umfangreiche Besitzungen innerhalb der Beckinger Gemarkung übergeben. Diese Schenkung wurde durch den Trierer Bischof Arnold II. von Isenburg bestätigt und die Beckinger Pfarrkirche dem Trierer St.-Barbara-Kloster inkorporiert.
Das Trierer Kloster hatte Zeit seines Bestehens ständig mit finanziellen Engpässen zu kämpfen und wurde im Jahr 1556 schließlich aufgelöst. Der Besitz des Klosters, auch der Beckinger St.-Barbara-Hof, fiel daraufhin mit allen seinen Einkünften an das Hochstift Trier. Dennoch zog der Herzog von Lothringen, Karl III., vertreten durch seinen Amtmann auf der lothringischen Landesburg Siersberg auf der Beckingen gegenüberliegenden Saarseite, den ehemaligen Klosterhof ein und der Trierer Erzbischof ging leer aus. Da Beckingen Teil des Herzogtums Lothringen war, sah sich Karl III. im Recht, dem Hochstift Trier, den Beckinger Besitz entziehen zu können. Erst unter Zuhilfenahme der Mutter des Herzogs Karl, Christina von Dänemark, Nichte Kaiser Karls V., gelang es dem Trierer Erzbischof, dass der lothringische Herzog den Beckinger Hofbesitz sowie die Patronatsrechte an Beckingen und Fickingen im Jahr 1565 der neugegründeten Jesuitenniederlassung in Trier überließ. Die herzogliche Oberhoheit über den Beckinger Besitz und die Patronatsrechte der Beckinger Kirche behielt das Herzogtum Lothringen jedoch weiter. Die Trierer Jesuiten verpachteten den Beckinger St.-Barbara-Hof ebenso wie die Dominikanerinnen. Der Hofbesitz umfasste 53 Morgen Ackerland, viereinhalb Morgen Wingerte, zwei Morgen Gärten und eine Heumahd von 47 Wagenladungen. Der Hof, der bereits im 1558 niedergebrannt war, wurde im Dreißigjährigen Krieg völlig zerstört und musste daraufhin wiederaufgebaut werden.
Der St.-Barbara-Hof ging nach der Aufhebung des Jesuitenordens im Jahr 1773 durch Papst Clemens XIV. an das Trierer Priesterseminar über, das den Besitz bis zur Französischen Revolution innehatte.
Für die Beckinger Deutschordenskommende war der St.-Barbara-Hof sowie das Kirchenpatronat wie ein Pfahl im Fleisch seines Herrschaftsbereiches. Einerseits war er wirtschaftlich attraktiv, andererseits störte er als Herrschaftsexklave die Deutschordensritter. Ansatzpunkt der Streitigkeiten zwischen den Hofbesitzern und dem Deutschen Orden waren die zwischen den Trierer Dominikanerinnen und Gerhard von Beckingen im Jahr 1288 vertraglich vereinbarten Weiderechtvorbehalte auf dem Beckinger Bann. Da die Rechte Gerhards von Beckingen auf den Deutschorden übergegangen waren, versuchten die Ordensritter dem St.-Barbara-Hof die Weiderechte zu verweigern, um so den Hof insgesamt ökonomisch zu schwächen. So kam es in der Folgezeit zu ständigen Streitigkeiten.
Im Jahr 1556 versuchte der Deutsche Orden im Gefolge der Auflösung des Trierer Dominikanerinnenklosters St. Barbara in seiner Funktion als weltliche Obrigkeit Beckingens sogar die Rechte und Besitzungen der Nonnen in Beckingen einzuziehen. Doch traf dies auf den Unmut des Trierer Kurfürsten und Erzbischofs Johann VI. von der Leyen sowie des Herzogs von Lothringen Karl III. Auch der Hochmeister des Deutschen Ordens Wolfgang Schutzbar unterstützte das Ansinnen der Beckinger Kommende nicht. Schließlich konnte im Jahr 1607 ein endgültiger Kompromiss gefunden werden. Damals hatten schon die Trierer Jesuiten den St.-Barbara-Hof übernommen. Die Jesuiten bekamen den Zehnten von den Einkünften der verpachteten Schäfereien der Deutschordenskommende und der Pächter des St.-Barbara-Hofes musste den Deutschordensrittern Frondienste leisten.
Eine neue Gelegenheit für die Beckinger Kommende, doch noch in den Besitz des St.-Barbara-Hofes und des Beckinger Kirchenpatronates zu kommen, bot die Auflösung des Jesuitenordens in Frankreich im Jahr 1764. Beckingen war mit dem Tode des letzten Herzogs von Lothringen, Stanislaus I. Leszczyński, im Jahr 1766 an die französische Krone König Ludwigs XV. gefallen. Die Beckinger Kommende machte den Trierer Jesuiten das Angebot, durch den Verkauf ihrer Besitzungen an den Deutschen Orden einer möglichen Beschlagnahmung durch König Ludwig XV. zuvorzukommen. Zwar hegte der Jesuitenorden Sympathien für diesen Coup, doch kam es zu keiner Vertragsunterzeichnung. Damit war in der Geschichte der Beckinger Deutschordenskommende der letzte Versuch der Ritter gescheitert, ganz Beckingen in ihre Macht zu bekommen.

### Architektur der spätgotischen Kirche

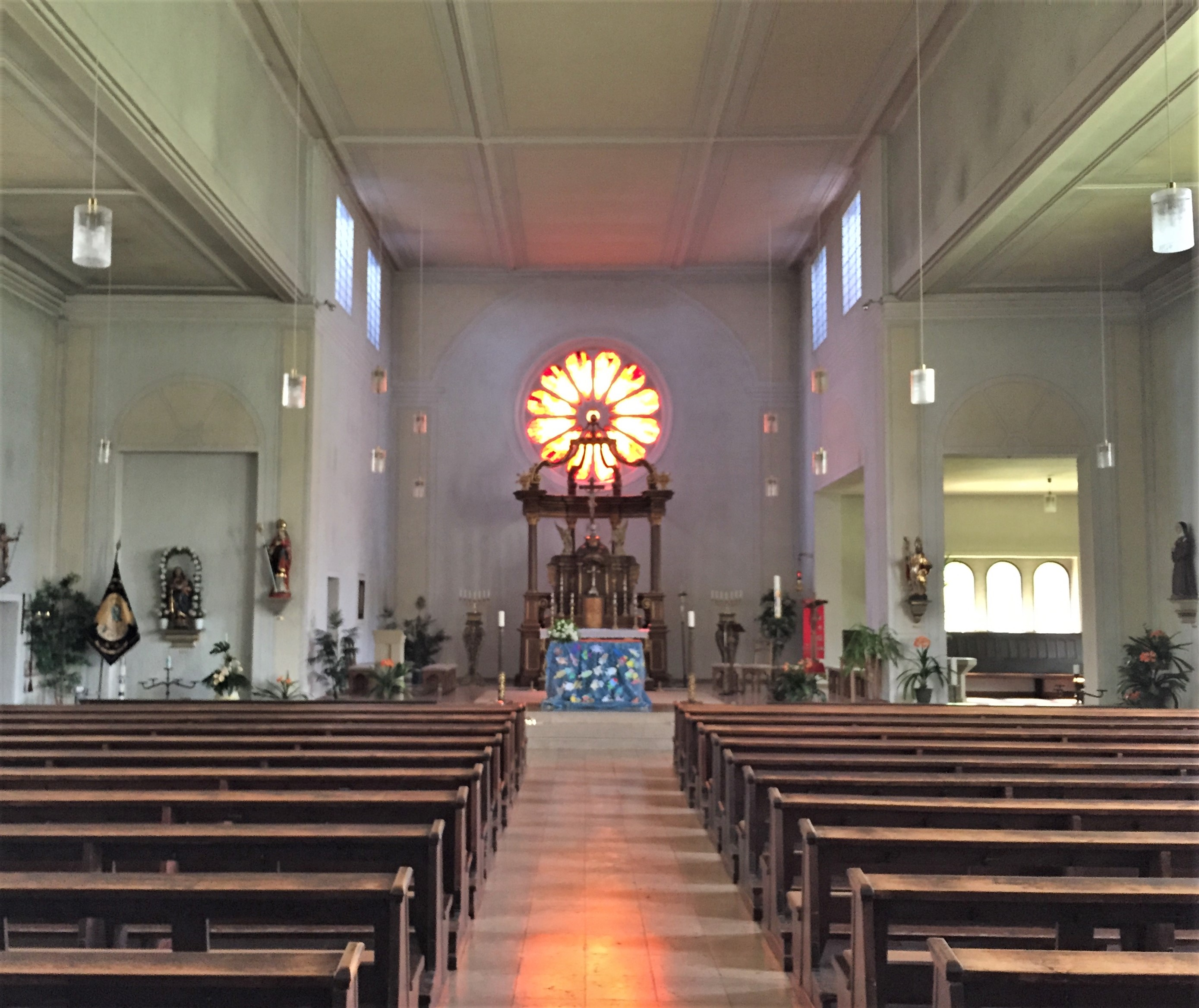
Steinberg, Pfarrkirche St. Liborius mit dem alten barocken Beckinger Hochaltar

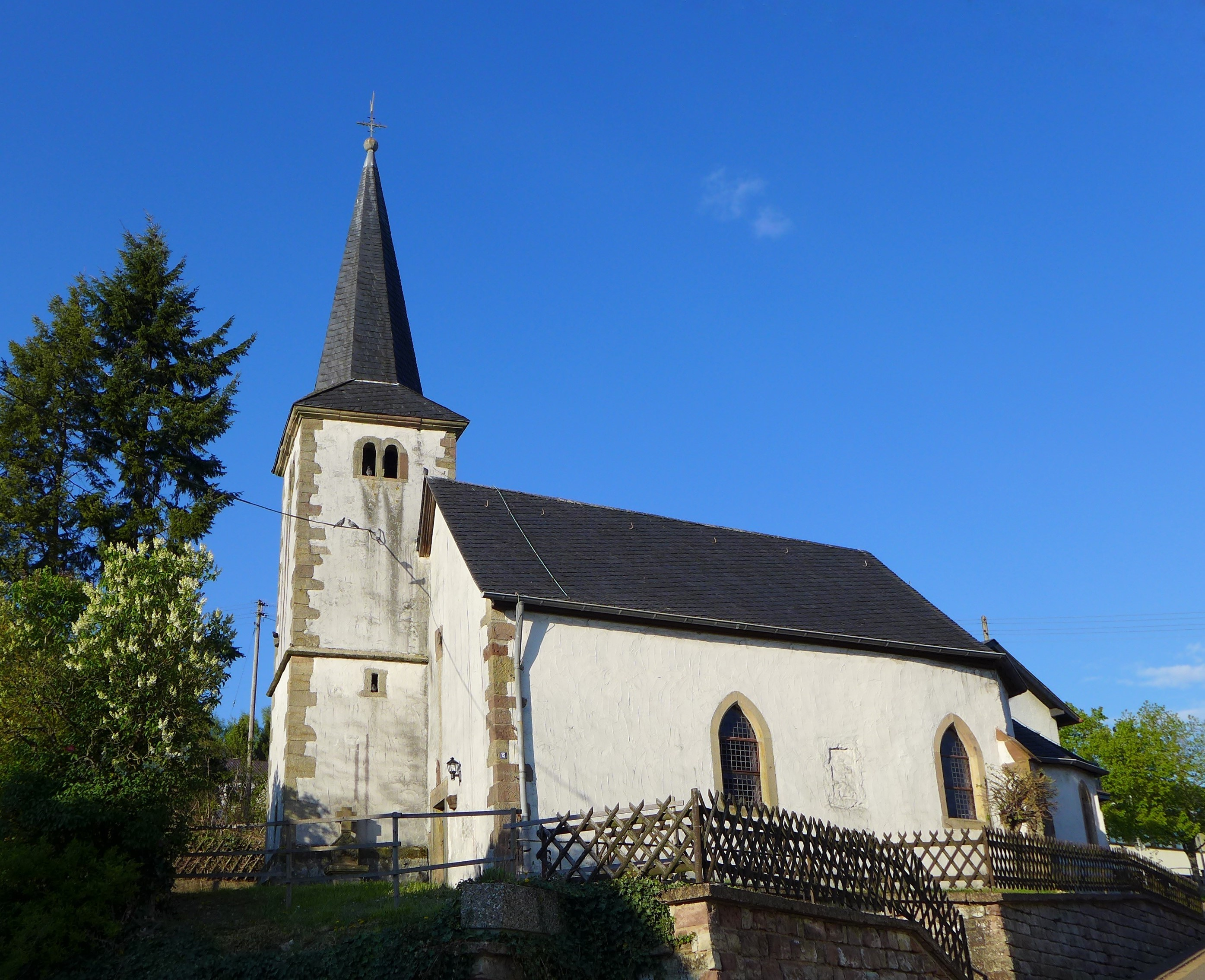
Wendalinus-Kapelle, Saarfels; Der ursprüngliche Bau stammt aus dem 15. Jahrhundert und war Jagdkapelle des Deutschherrenordens in Beckingen. Von seiner Kubatur weist er einige Ähnlichkeiten mit der alten spätgotischen Beckinger Pfarrkirche auf.

Die Beckinger Kirche wurde im Jahr 1757 nochmals renoviert. Das spätgotische Gebäude bestand weitgehend aus verputztem Bruchsteinmauerwerk, während die Strebepfeiler, die Gewände, die Gewölbe und die Turmecken in Haustein ausgeführt worden waren. Der Beckinger Friedhof lag um die Kirche herum. Vor der Kirche in Richtung der Dorfstraße war ein lindenumstandener Dorfplatz mit Dorfbrunnen angelegt. Die dreiachsige Kirche war zweischiffig angelegt und wies eine Ostung auf. Das spätgotische Gewölbe ruhte auf zwei Mittelpfeilern. Die Innenmaße betrugen etwa 11 m auf 8 m. Die zweiachsige Apsis schloss dreiseitig. Ihre Maße betrugen etwa 8 m Tiefe auf 7 m Breite. Das Innere verfügte über eine Empore, einen barocken Hauptaltar sowie zwei Nebenaltäre (Muttergottes-Altar, links, und Antonius-von-Padua-Altar, rechts) im gleichen Stil. Der Hochaltar steht heute in der St. Liborius-Kirche im Waderner Ortsteil Steinberg. Die Kanzel befand sich an der Nordwand des Schiffes. Der dreigeschossige Turm mit Glockenstube und Turmuhr war der Westseite des Sakralbaues seitlich vorgelagert. Durch das hölzerne Turmtreppenhaus war die Empore betretbar. Das verschieferte Kirchturmdach war als achteckiger Knickhelm gestaltet. Die Glockenstube öffnete sich in durch Säulchen gekuppelten, romanisierenden Schallfenstern. Aufgrund von Platzmangel hatte man im Jahr 1821 vor dem Turm und der ersten Fensterachse eine zweiteilige Eingangshalle mit Pultdach errichtet, die Gottesdienstbesuchern provisorisch Platz bot. Um das Jahr 1840 zählte die Pfarrei etwa 840 Seelen. Die Sakristei war an die Apsis angebaut und war durch ein Pultdach abgedeckt. Die Kirchenfenster waren spitzbogig und wiesen kein Maßwerk auf. Das Kirchendach war verschiefert, der Fußboden des Inneren mit Sandsteinplatten belegt. Die Innenwände waren weiß gekalkt.

### Abriss der spätgotischen Kirche
Nach dem Neubau der neogotischen Beckinger Kirche beschloss der Kirchenvorstand im September 1877 die alte spätgotische Beckinger Kirche, die seit 1863 leerstand, abzureißen. Durch den Verkauf des Steinmaterials sollten die Schulden des Neubaues mitfinanziert werden. Die Vertreter der Zivilgemeinde Beckingen befürworteten den Abriss, da man an der Stelle der alten Kirche den Kirchhof erweitern wollte. Emerich Knebel (1839–1898, Amtszeit in Merzig: 1875–1891), der Landrat des Landkreises Merzig sowie damaliger Besitzer der ehemaligen Beckinger Deutschherrenkommende, wollte die Kirche aufgrund ihrer historischen und kunstgeschichtlichen Bedeutung allerdings erhalten und lehnte den Abriss deshalb ab. Da allerdings die königlich-preußische Regierungsbehörde in Trier einen finanziellen Zuschuss zur Erhaltung des Bauwerkes abgelehnt hatte, wurde die alte Beckinger Kirche zum Abriss freigegeben. Die Demolierung erfolgte in den Jahren 1880 bis 1881.

### Neubau im 19. Jahrhundert

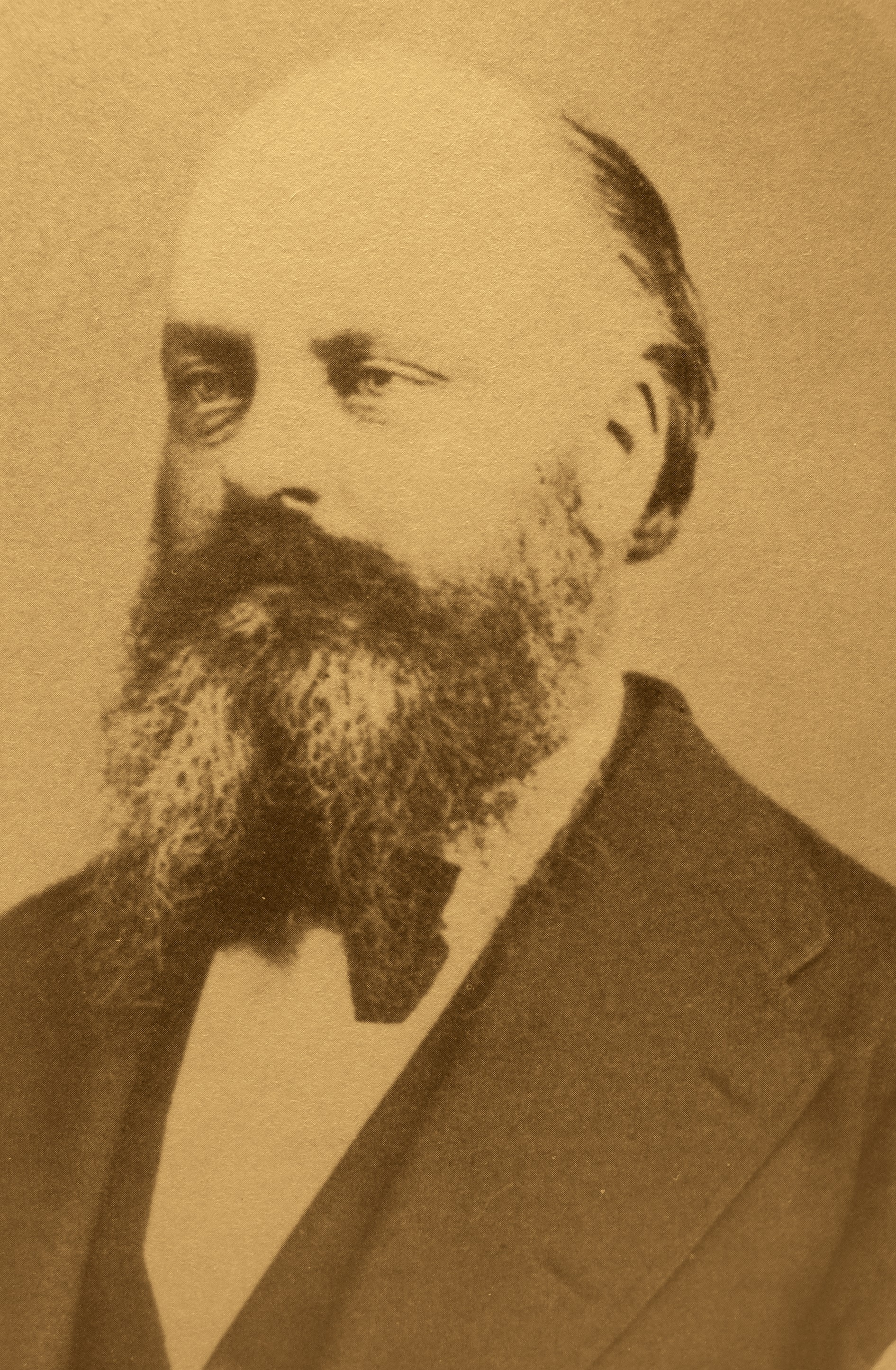
Carl Friedrich Müller (* 14. Juni 1833 in Hersfeld; † 1. August 1889 ebd.), Kreisbaumeister des Landkreises Saarlouis, ausführender Architekt der Kirche St. Johannes und Paulus in Beckingen nach den Plänen von R. Vogdt, Aufnahme aus dem Jahr 1870

Zunächst plante man im Jahr 1856, die bestehende frühneuzeitliche Kirche nur zu erweitern. Der renommierte Kölner Architekt Vincenz Statz, der später auch im nahen Saarlouis die Turmfront der  St. Ludwigskirche errichtete, lieferte dazu die Pläne und veranschlagte die Baukosten auf ca. 4.500 Taler. Nachdem allerdings eine Prüfung der Statzschen Pläne durch den Saarlouiser Kreisbaumeister Birk eine Baukostensumme von 7.450 Talern ergeben hatte, erschien die Finanzierung nicht mehr gesichert und die Pläne wurden zurückgestellt. Schließlich gab man im Jahr 1859 die Erweiterungspläne von Statz zu Gunsten eines kompletten Neubauprojektes auf. Da zu dieser Zeit gerade in Beckingen eine Eisenbahnlinie an der Saar mit einem Bahnhof gebaut wurde, stellte man im Jahr 1859 zum dortigen Bauführer R. Vogdt den Kontakt her und erhoffte sich von ihm planerische Hilfe. So entwarf Vogdt dann auch kostenlos Pläne für einen Sakralbau in Beckingen.
Die endgültigen Pläne zum heutigen neospätgotischen Neubau führte aber schließlich, unter weitgehender Durchführung der Vorstellungen von R. Vogdt, der Saarlouiser Architekt Carl Friedrich Müller aus, der damit auf dem Gebiet des neogotischen Sakralbaues sein Erstlingswerk erstellte und im Jahr 1860 schließlich auch die Bauleitung übernahm.
Die feierliche Grundsteinlegung erfolgte am 30. Juni 1861. Nach zweieinhalb Jahren Bauzeit konnte die neue Beckinger Kirche am 15. November 1863 benediziert und am 30. Juli 1865 durch den gerade neu inthronisierten Trierer Bischof Leopold Pelldram konsekriert werden. Die alte Kirche aus dem 16. Jahrhundert wurde in den Jahren 1880/1881 abgerissen.

### Restaurierungen
In den Jahren 1908 bis 1912 wurde die Kirche im Inneren einer Restaurierung unterzogen. 1909 erfolgte eine Erweiterung, indem eine zweite Sakristei angebaut wurde. Ende der 1940er Jahre kam es zu weiteren Restaurierungs- und Umbaumaßnahmen, die u. a. den Seiteneingang an der Südostseite betraf. Außerdem wurde eine neue Treppe angelegt und der Aufweg zur Kirche ausgebaut. Weitere Restaurierungen unternahm man im Jahr 1956 und im Jahr 1973. Bei der Maßnahme des Jahres 1973 wurde eine Steinkonservierung durchgeführt, die zu Folgeschäden führte und eine erneute Restaurierung in den Jahren 2006 bis 2007 nötig machte.

## Kirchengebäude

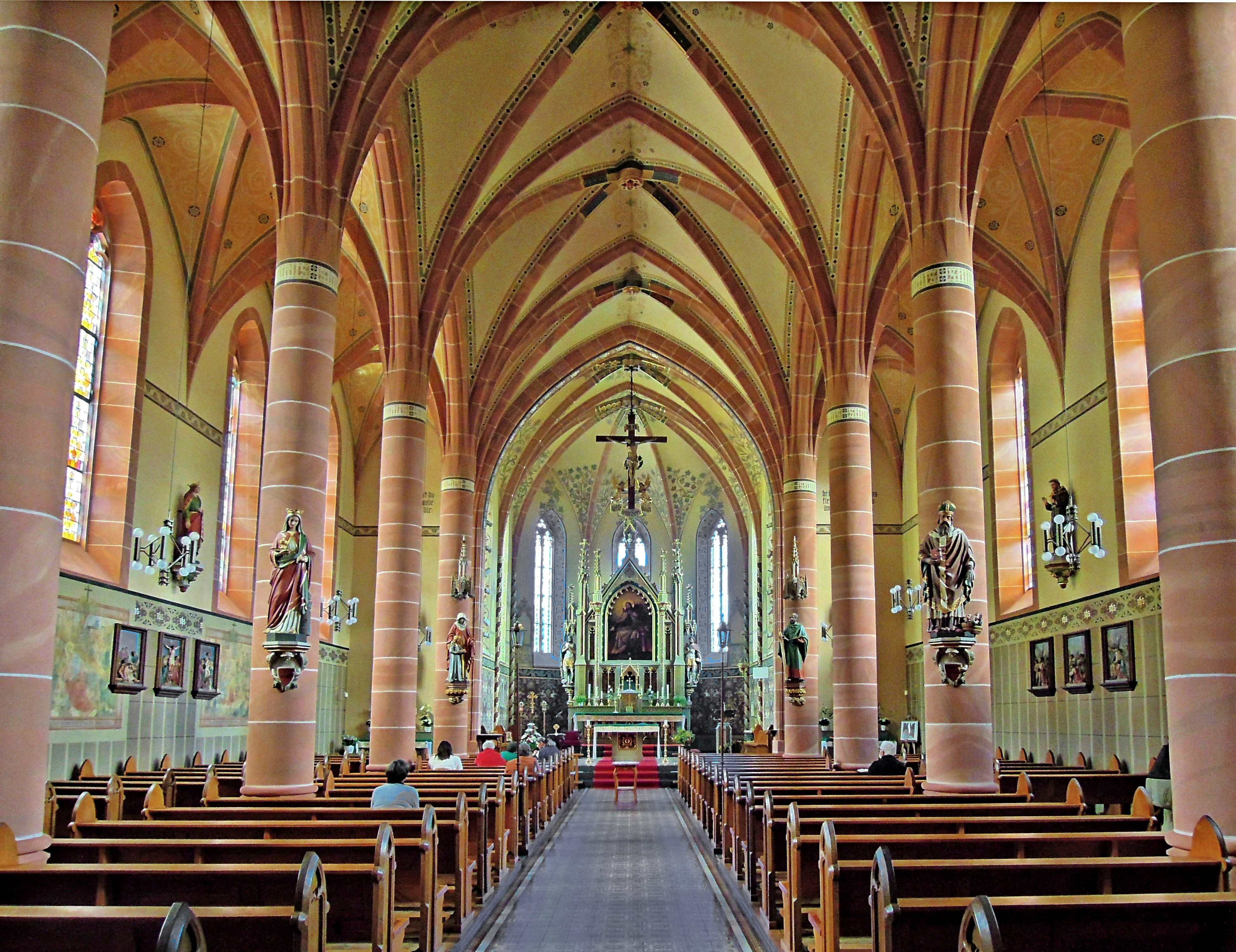
Beckingen, Blick ins Innere der Kirche
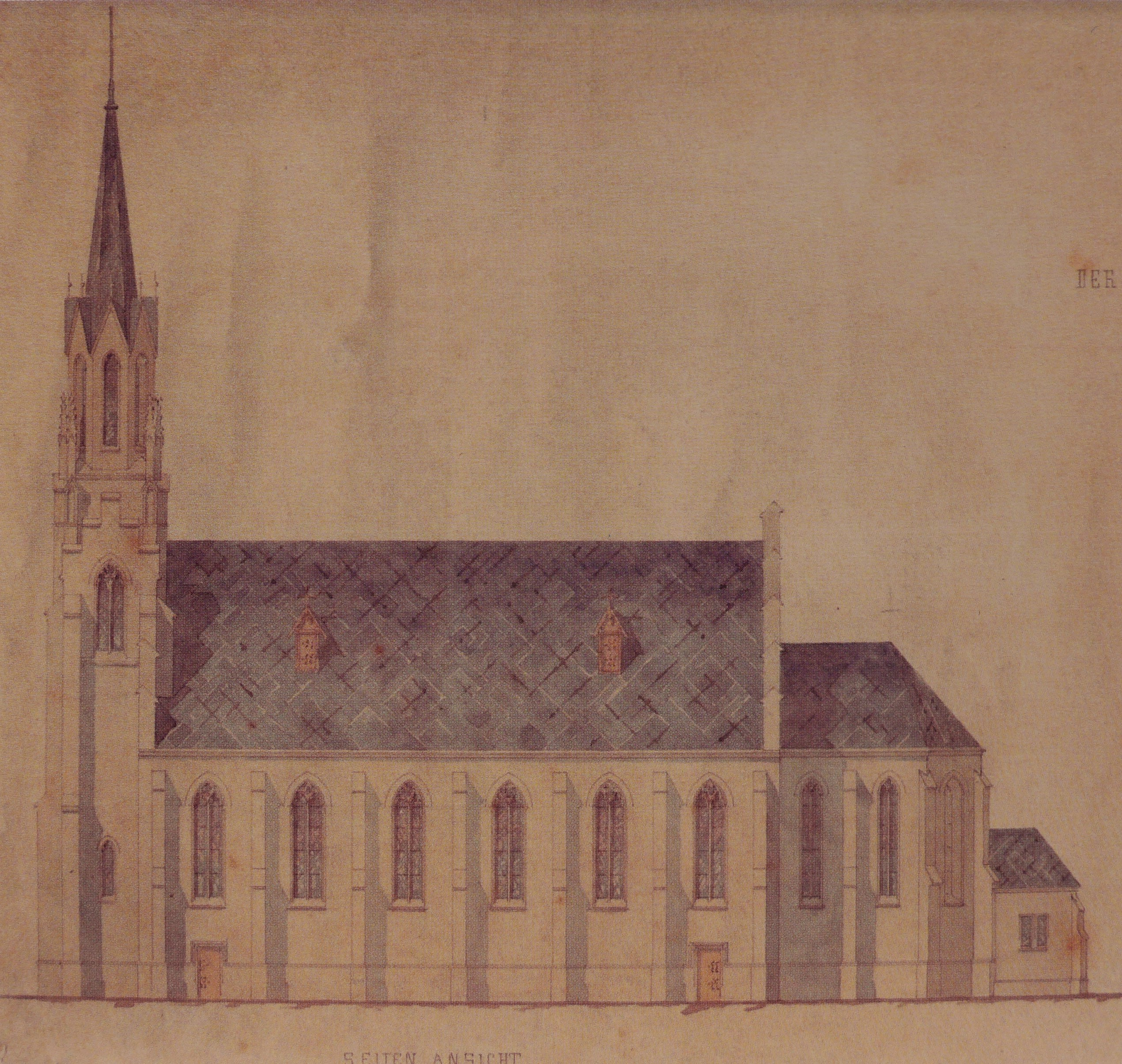
R. Vogdt: Erster Bauplan der Seitenansicht der Kirche St. Johannes und Paulus (Beckingen) aus dem Jahr 1859 (Pfarrarchiv)
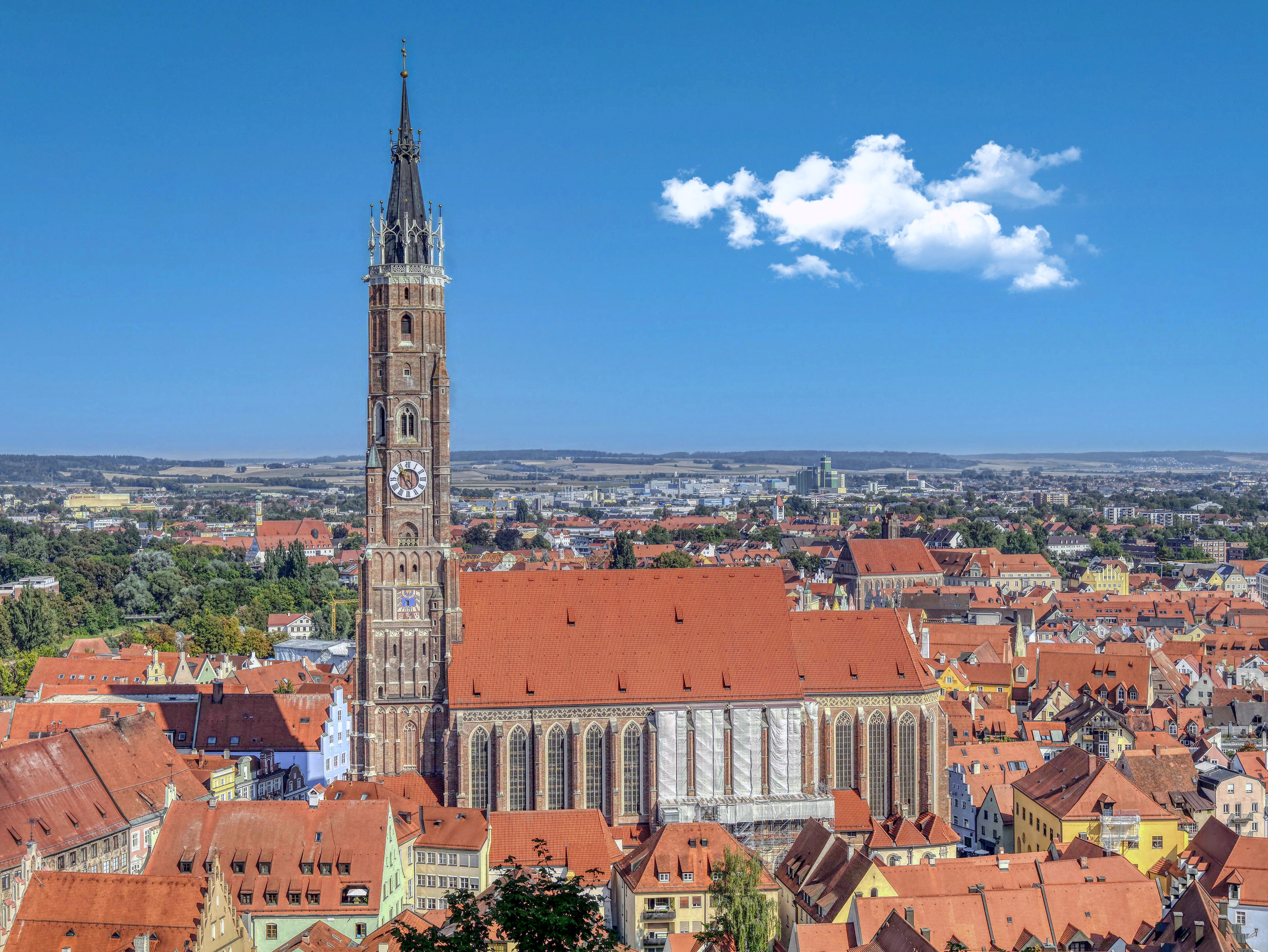
Landshuter Martinskirche
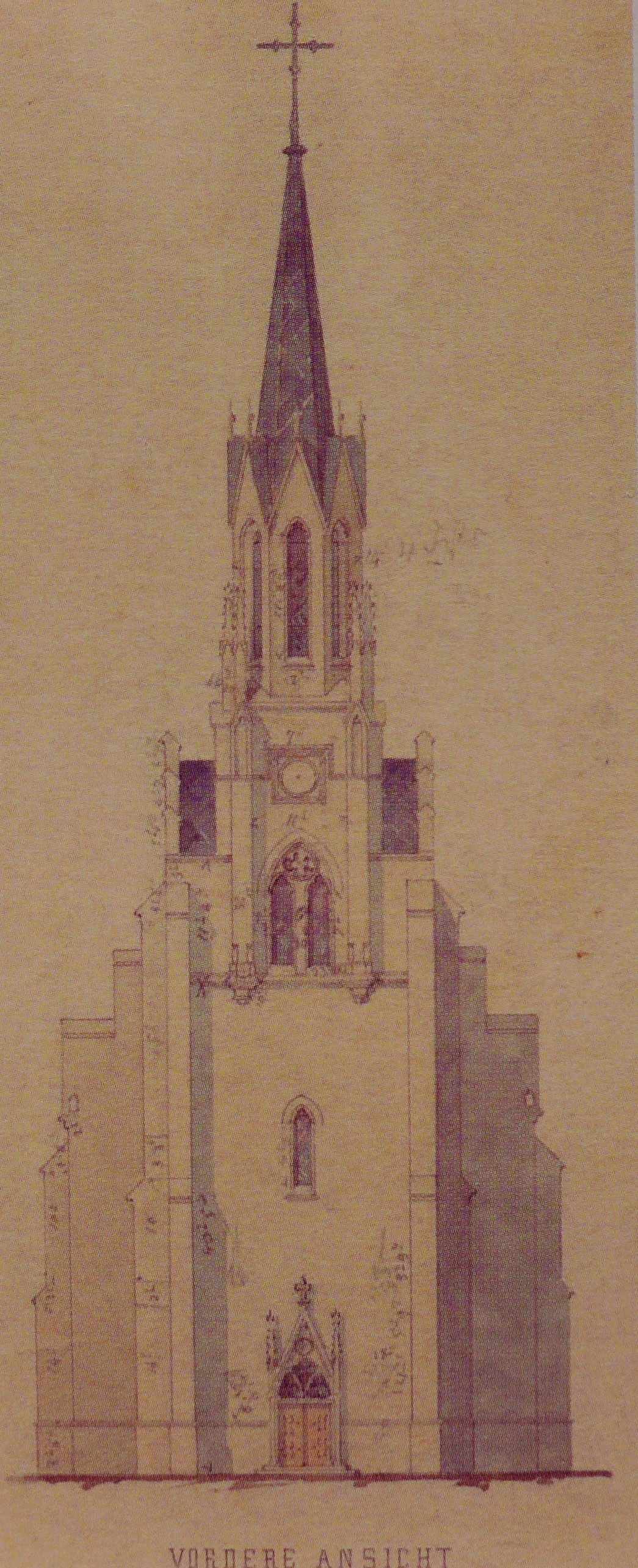
R. Vogdt: Erster Bauplan zur Turmfront der Kirche St. Johannes und Paulus (Beckingen) aus dem Jahr 1859 (Pfarrarchiv)
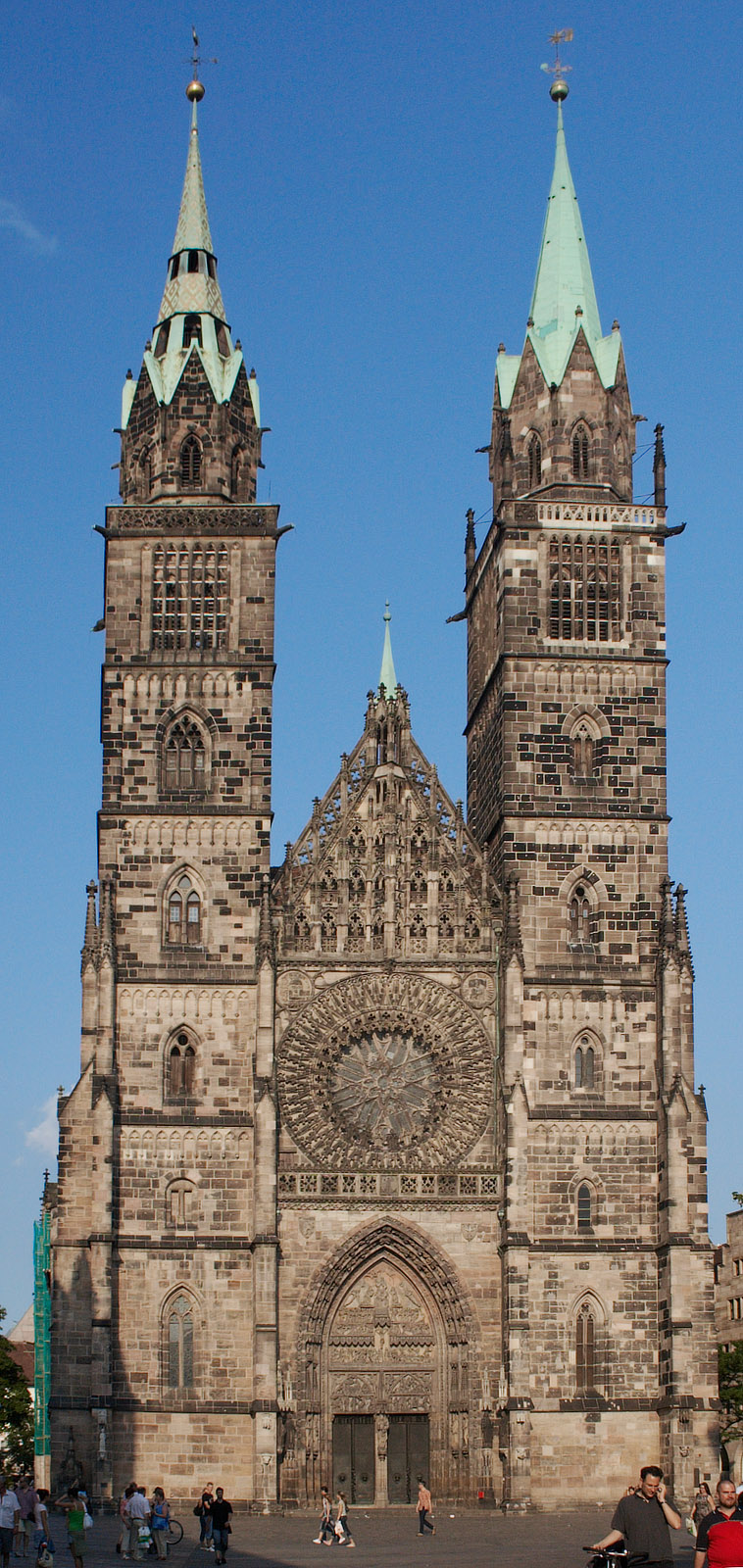
Nürnberg, St. Lorenzkirche, Turmportal
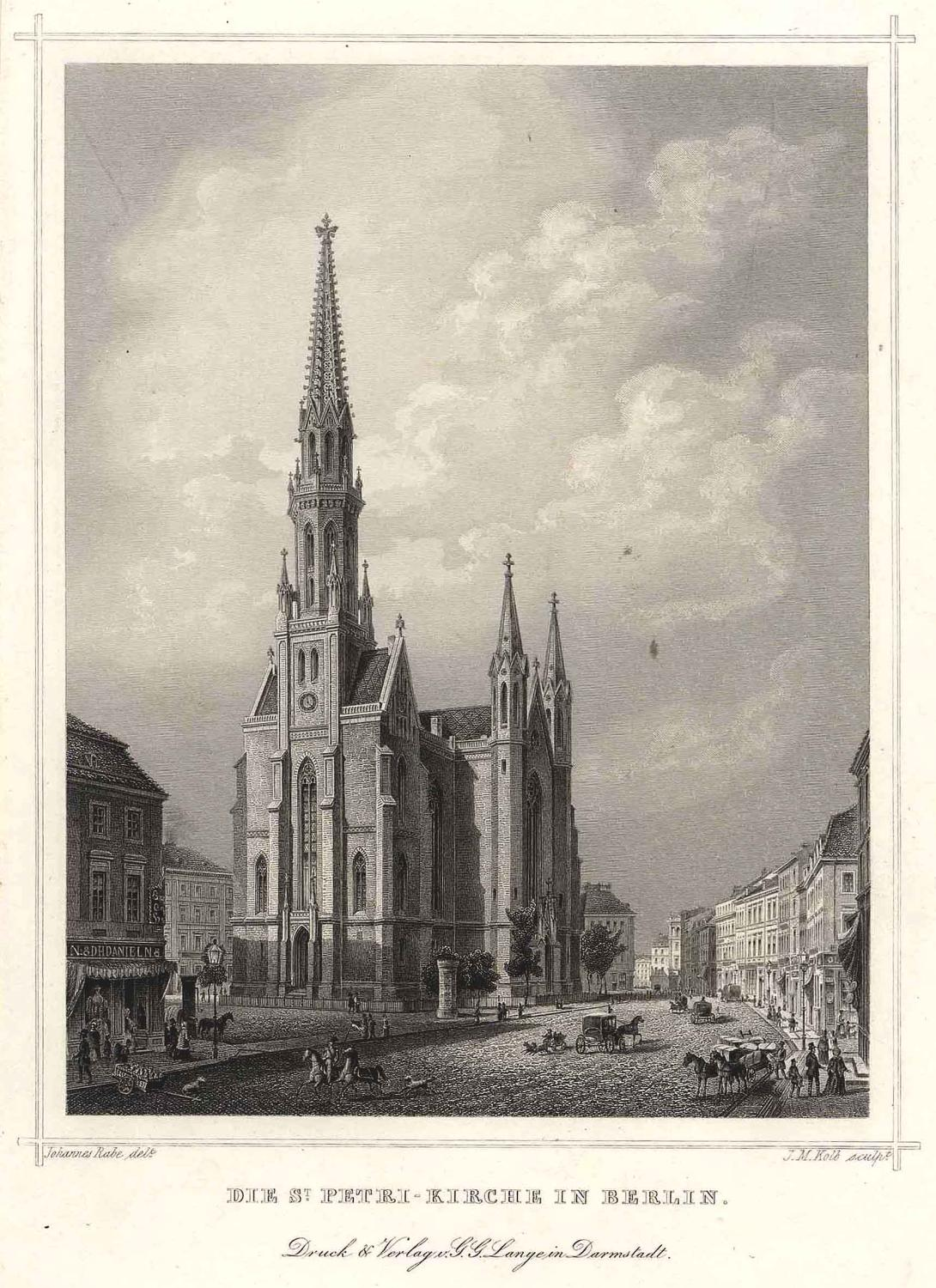
St. Petri-Kirche in Berlin
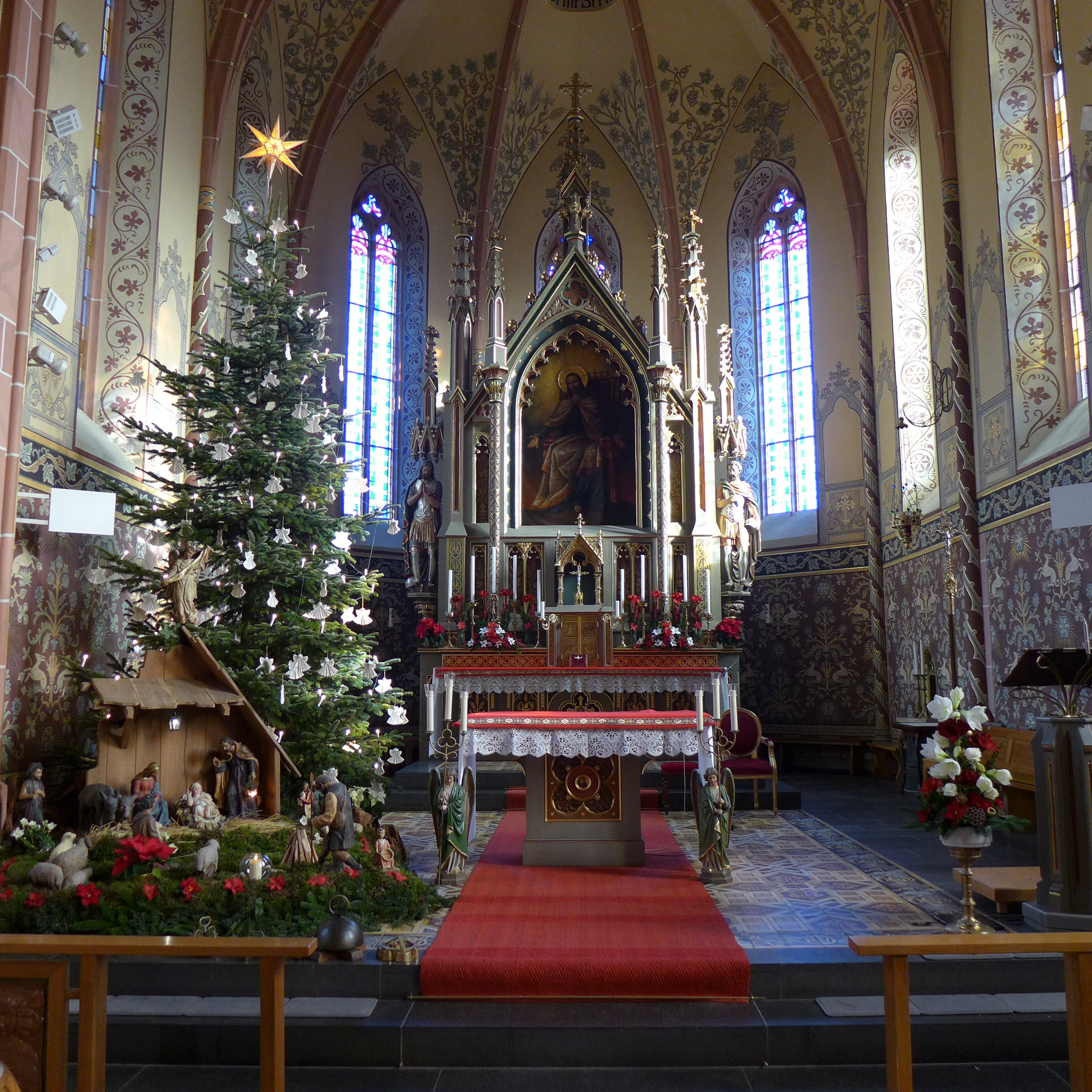
Beckingen, Apsis mit Hochaltar
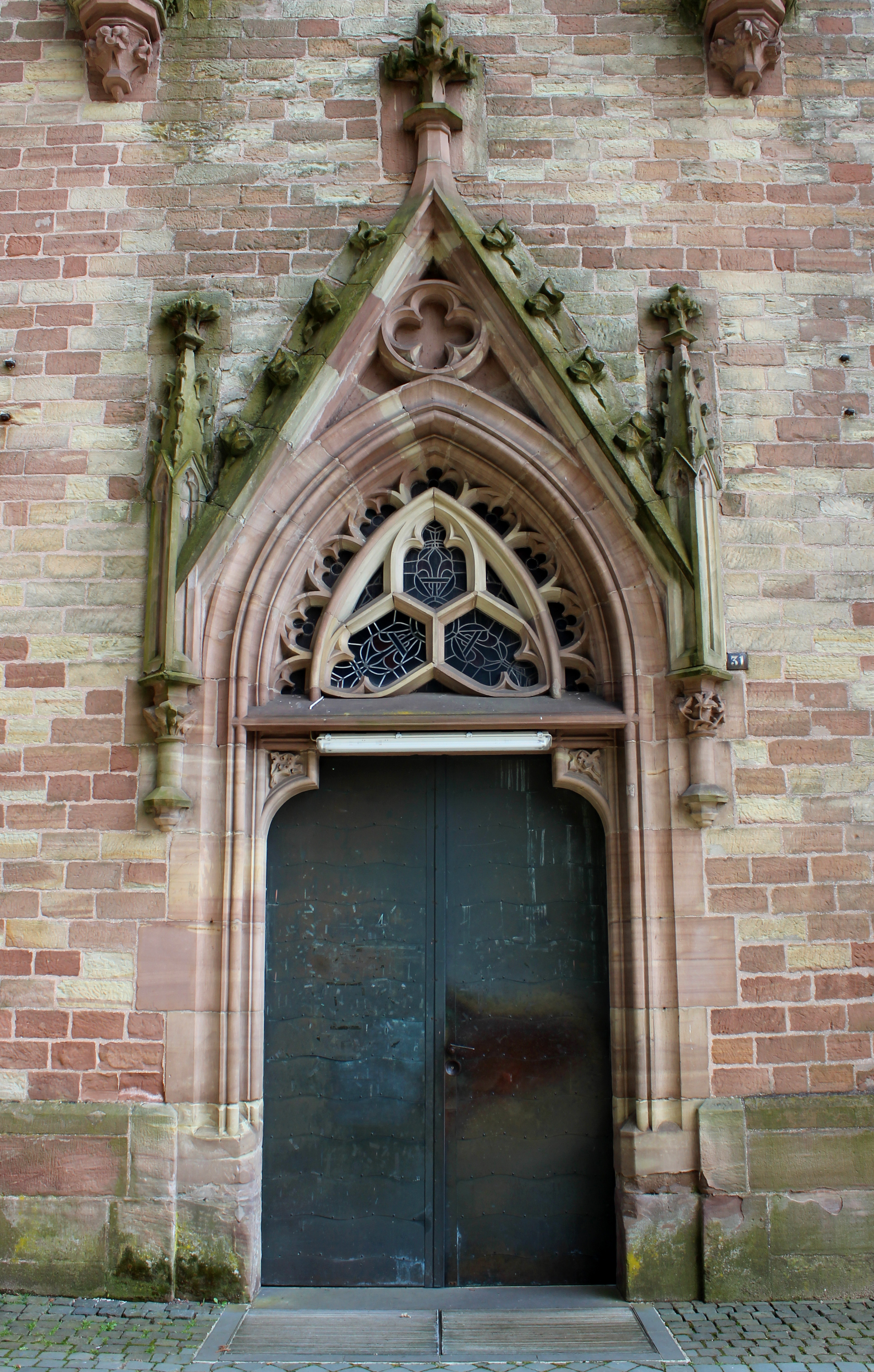
Beckingen, Portal
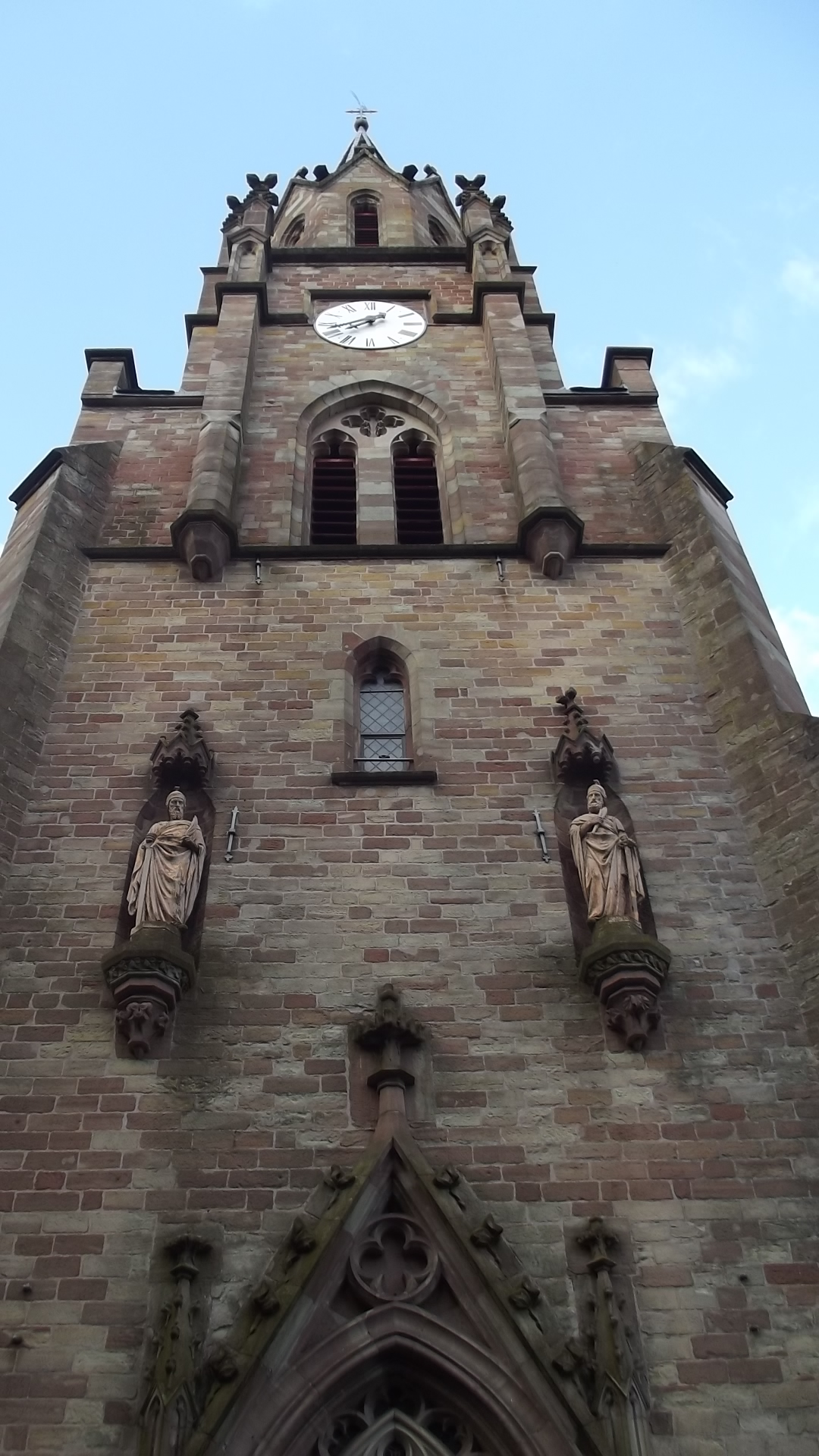
Beckingen, Turmfassadengliederung
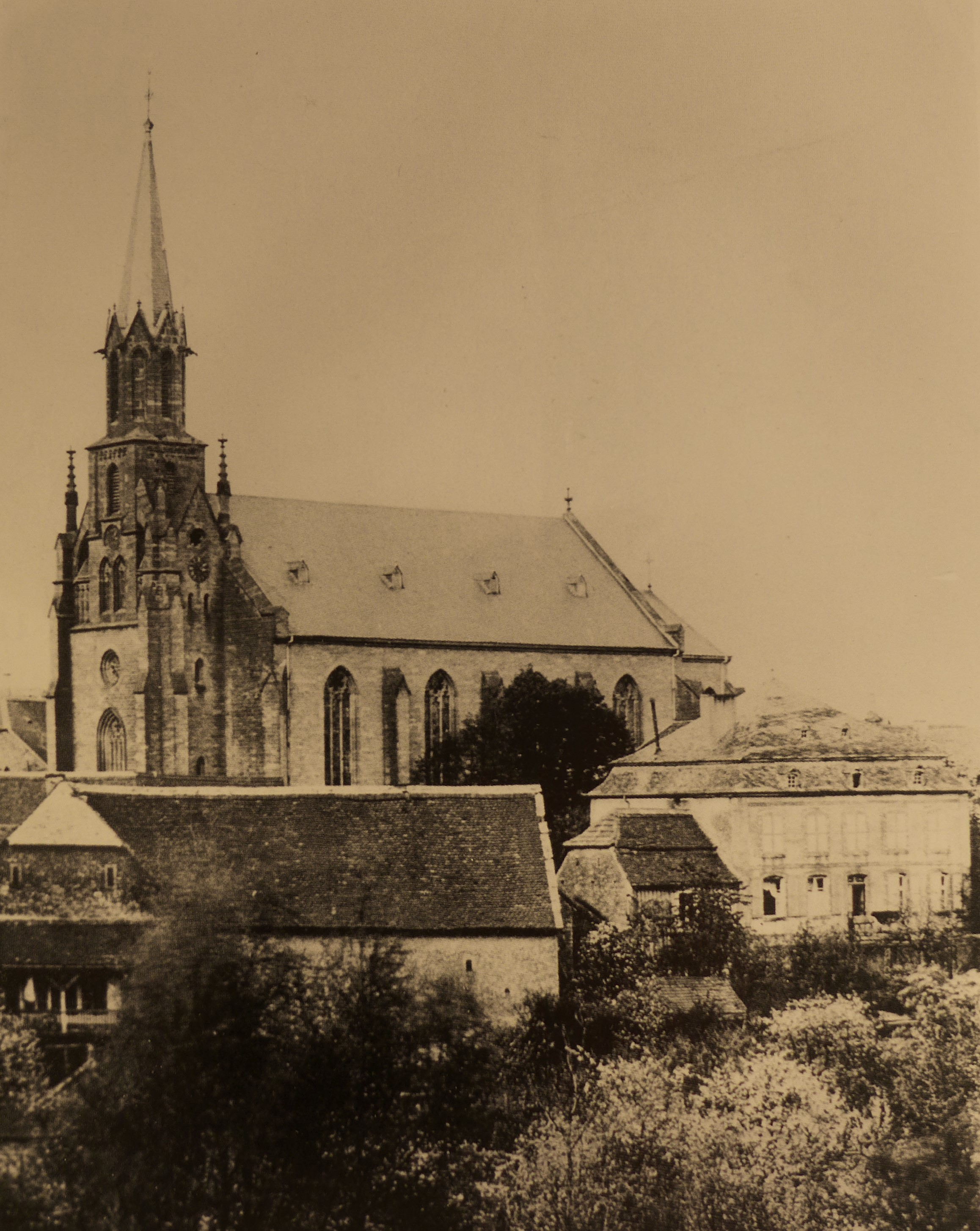
Heilige Dreifaltigkeit und St. Marien (Lebach), Kirchenäußeres um 1900
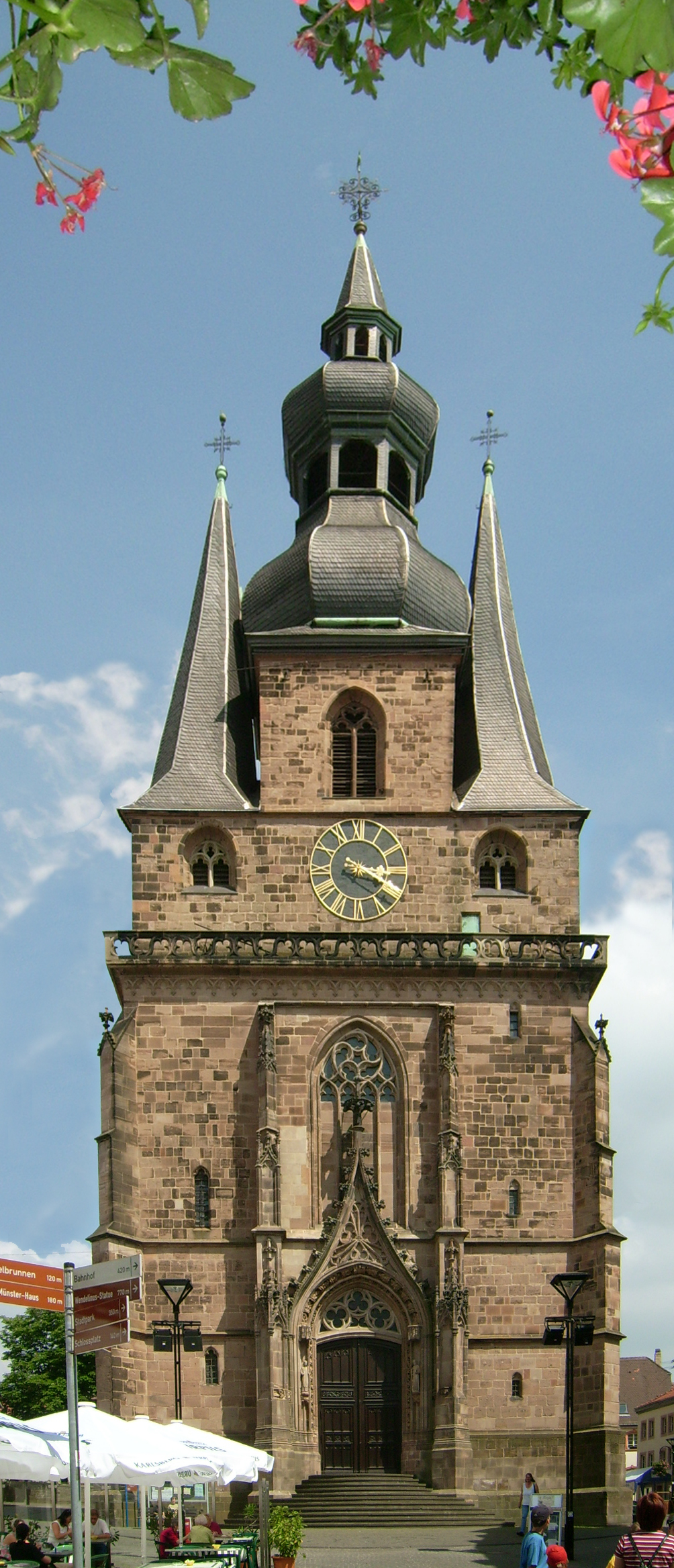
St. Wendel, Turmfront der Wendalinusbasilika
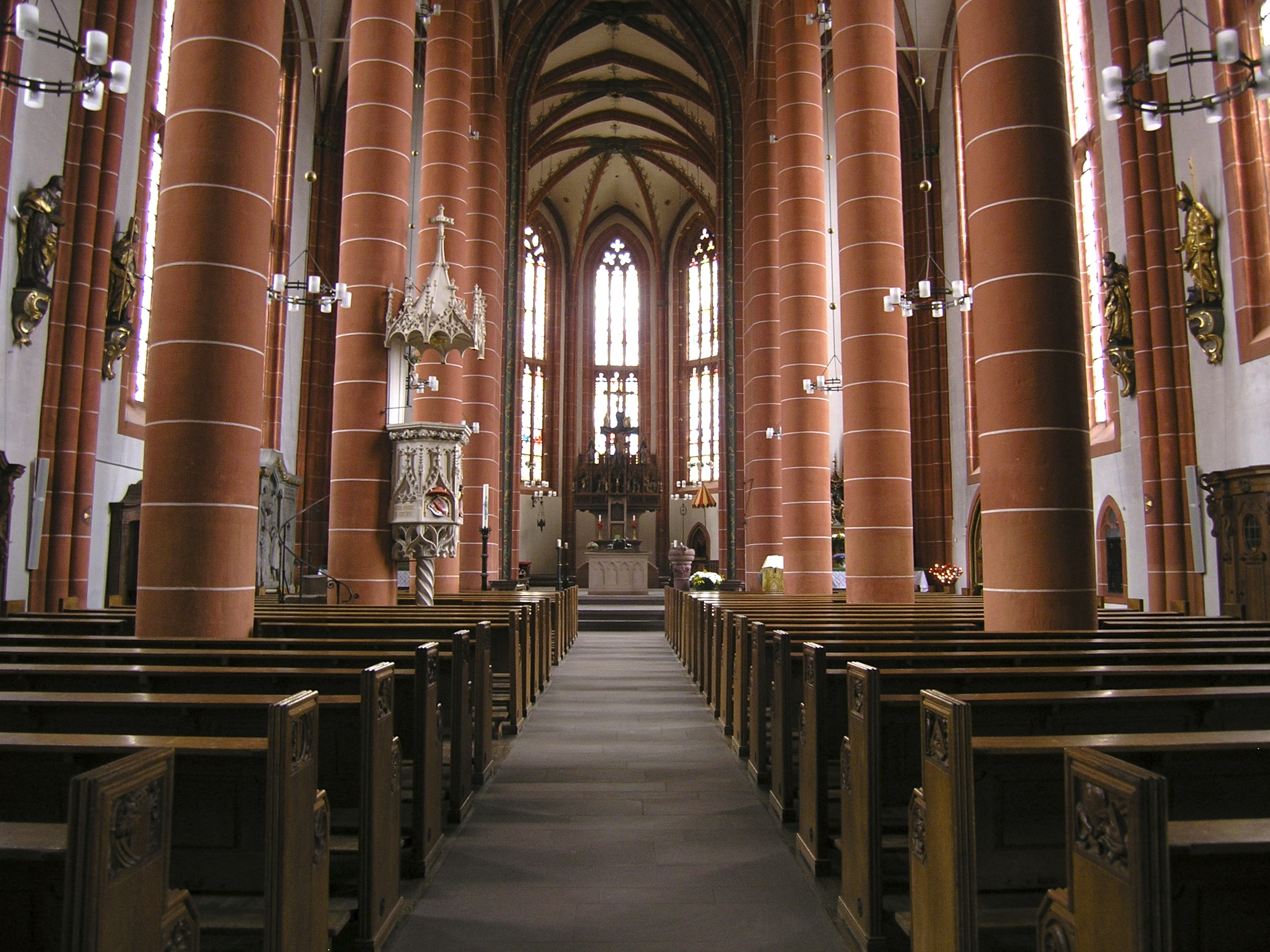
St. Wendel, Innenraum der Wendalinusbasilika

Bei dem Kirchengebäude handelt es sich um eine im neospätgotischen Stil errichtete dreischiffige Hallenkirche. Das Langhaus, unterteilt in ein Mittelschiff und zwei flankierende, etwas niedrigere und schmalere Seitenschiffe, weist eine Unterteilung in sechs querrechteckige Joche auf. Da das Mittelschiff etwas höher aufragt als die Seitenschiffe kann der Kirchenbau auch als Staffelhalle oder gestufte Halle bezeichnet werden. Die Schiffe sind unter einem gemeinsamen Satteldach zusammengefasst. An das Langhaus schließt sich ein gleichbreiter fünfseitiger Chor mit polygonalem Abschluss an. Die Decken der drei Schiffe werden von Kreuzrippengewölben geformt, die aus den sehr schlanken Rundpfeilern ohne Kapitell aufwachsen. Auch in den Seitenschiffen steigen die Rippen ohne Konsole oder Wandvorlage direkt aus der Wand auf. Der Fußboden ist mit farbenfrohen Mettlacher Platten belegt.
Die Außenmauern des Schiffes sind durch abgetreppte Strebepfeiler gegliedert, die die Jocheinteilung des Inneren aufnehmen. Die Spitzbogenfenster an den Turmschmalseiten, am Langhaus und im Chorbereich sind mit zweibahnigem Maßwerk und Vierpässen geschmückt.
Der Glockenturm ist querrechteckig vor dem Langhaus angeordnet. In Giebelhöhe wird das Turmgeschoss durch Wandvorlagen dreigeteilt und bereitet so optisch die Verjüngung vom rechteckigen Grundriss zum quadratischen Grundriss des Freigeschosses vor. Die Schmalseiten des Turmrechtecks werden durch Giebel bekrönt. Über dem Turmquadrat erhebt sich ein oktogonales Glockengeschoss, auf dessen Seiten sich kleine Giebel erheben. Der oktogonale Turmteil der Beckinger Kirche zitiert die Turmoberteile der Nürnberger St. Lorenzkirche. Als weiteres Vorbild der Turmfront ist auch die neogotische Fassade der Berlin-Cöllner Petrikirche denkbar, die im Jahr 1853 in Anwesenheit von Friedrich Wilhelm IV. eingeweiht worden war. Allerdings ist hier das Turmoktogon wesentlich gestreckter ausgeführt. Ihrerseits sind die Freigeschosse des Petrikirchturmes eine Backsteingotik-Abstraktion der Kubatur des Turmes des Brüsseler Rathauses. Die Rücksprünge des Beckinger Turmes sind durch Fialen mit Kreuzblumen akzentuiert. Über dem neospätgotischen Hauptportal mit Kragsturzbogen, verglastem Maßwerk-Tympanon und Wimperg mit flankierenden Fialen und Kreuzblume befinden sich in flachen Nischen auf Konsolen und unter Baldachinen die überlebensgroßen Statuen der beiden Kirchenpatrone St. Johannes und St. Paulus.
Architekt Carl Friedrich Müller gestaltete nach dem Vorbild der Beckinger Kirche auch die in den Jahren 1881 bis 1883 errichtete Lebacher Kirche Heilige Dreifaltigkeit und St. Marien. Die querrechteckige architektonische Gestaltung der Turmfront der Beckinger und Lebacher Kirche könnte von der um 1400 errichteten, sehr breit gelagerten Turmfront der gotischen Wendalinusbasilika in St. Wendel inspiriert sein. Hier muss sich der Betrachter allerdings die Turmspitzen der Flankentürme und die barocke Mittelhaube wegdenken. Anstatt der barocken St. Wendeler Haube erhebt sich in Beckingen und Lebach ein oktogonaler Aufbau mit spitzem Helm nach dem Vorbild der Nürnberger Lorenzkirche. Der Innenraum der Beckinger Kirche scheint sich ebenfalls stark an die Innengestaltung der St. Wendeler Kirche anzulehnen, während die Kubatur von Langhaus und eingezogenem Chor mit unterschiedlichen Firsthöhen an die Landshuter Martinskirche erinnert. Wie beim möglichen Vorbild verbinden sich in Beckingen hinsichtlich der vertikalisierten Architektur Elemente von Hoch- und Spätgotik miteinander.

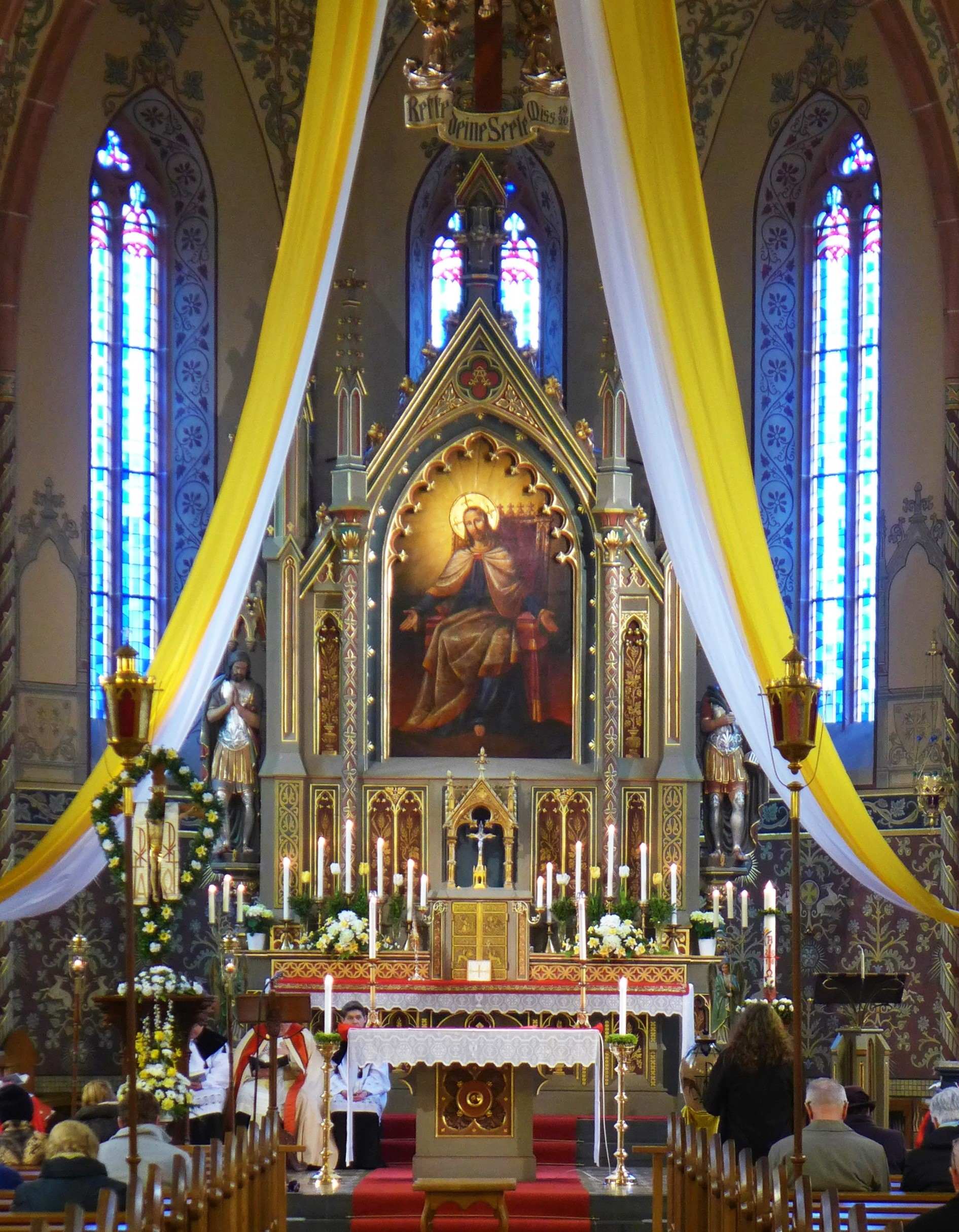
St. Johannes und Paulus (Beckingen), Hochaltar im österlichen Schmuck

Alle Steine des Kirchengebäudes stammten aus einem nahe dem Bauplatz gelegenen Steinbruch. Initiator für den Kirchenbau war Pfarrer Franz Xaver Leidinger, der als passionierter Maler und Künstler, mit eigenen Entwürfen auch für die Ausgestaltung des Gotteshauses sorgte. Von ihm stammen u. a. die Entwürfe für das Orgelprospekt, den ursprünglichen Kreuzweg (in Teilen aktuell an den Innenwänden der Seitenschiffe wieder sichtbar), sowie der Aufriss des Hochaltars. Zentrum des Hochaltars ist ein Gemälde, das von Leidinger selbst geschaffen wurde. Eine Tafel im Chor erinnert mit ihrer lateinischen Inschrift an Leidinger: "Templum hoc aedificatum a R.D. Leidinger parocho 1861-1863 consecratum est a R.D.D. Peldram Episcopo Trevir. die 30. Augusti 1865." (Übersetzung: Dieser Tempel wurde in den Jahren 1861–1863 durch den Hochwürdigen Herrn Pfarrer Leidinger errichtet und durch den Hochwürdigsten Herrn Bischof von Trier, Pelldram am 30. August 1865 geweiht.")
Die Kirche wurde in den Jahren 2006/2007 einer aufwändigen Renovierung und Sanierung unterzogen und dabei wieder in den Zustand von vor dem Ersten Weltkrieg versetzt. So wurde u. a. die dekorative Ausmalung im Nazarener-Stil wiederhergestellt.
Von dem ursprünglichen, nach den Entwürfen Leidingers entstandenen Kreuzweg sind zwei Stationen im Rahmen der Renovierung der Kirche in den Jahren 2006/2007 wieder freigelegt worden. Im Jahr 1905 war Leidingers gemalter Kreuzweg auf Anordnung des Trierer Bischofs übermalt und durch einen aus Terrakottaplastiken ersetzt worden, da die damals üblichen Petroleumlampen die Wandbilder zu sehr geschwärzt hatten.
Zu den Ausstattungsgegenständen der Kirche gehören zahlreiche neogotische Figuren von Heiligen, die in jüngster Vergangenheit renoviert und neu aufgestellt wurden. Der Taufstein stammt aus der abgerissenen Vorgängerkirche.
Das Gebäude weist folgende Abmessungen auf:
- maximale Höhe des Mittelschiffes: 12,82 m
- maximale Höhe der Seitenschiffe: 10,92 m
- Höhe des Chores: 12,25 m
- Höhe des Turmes einschließlich des Turmkreuzes mit Hahn: 44,10 m
- Länge des Kirchenschiffes: 28,56 m
- Breite des Mittelschiffes: 7,24 m
- Breite der Seitenschiffe: 3,61 m
- Gesamtbreite des Kirchenschiffes: 14,46 m
- Länge des Chores: 10,21 m
- Breite des Chores: 8,12 m
- Durchmesser der Pfeiler: 0,68 m
- äußere Gesamtlänge der Kirche: 47,01 m
- äußere Gesamtbreite des Schiffes: 18,44 m

## Orgel

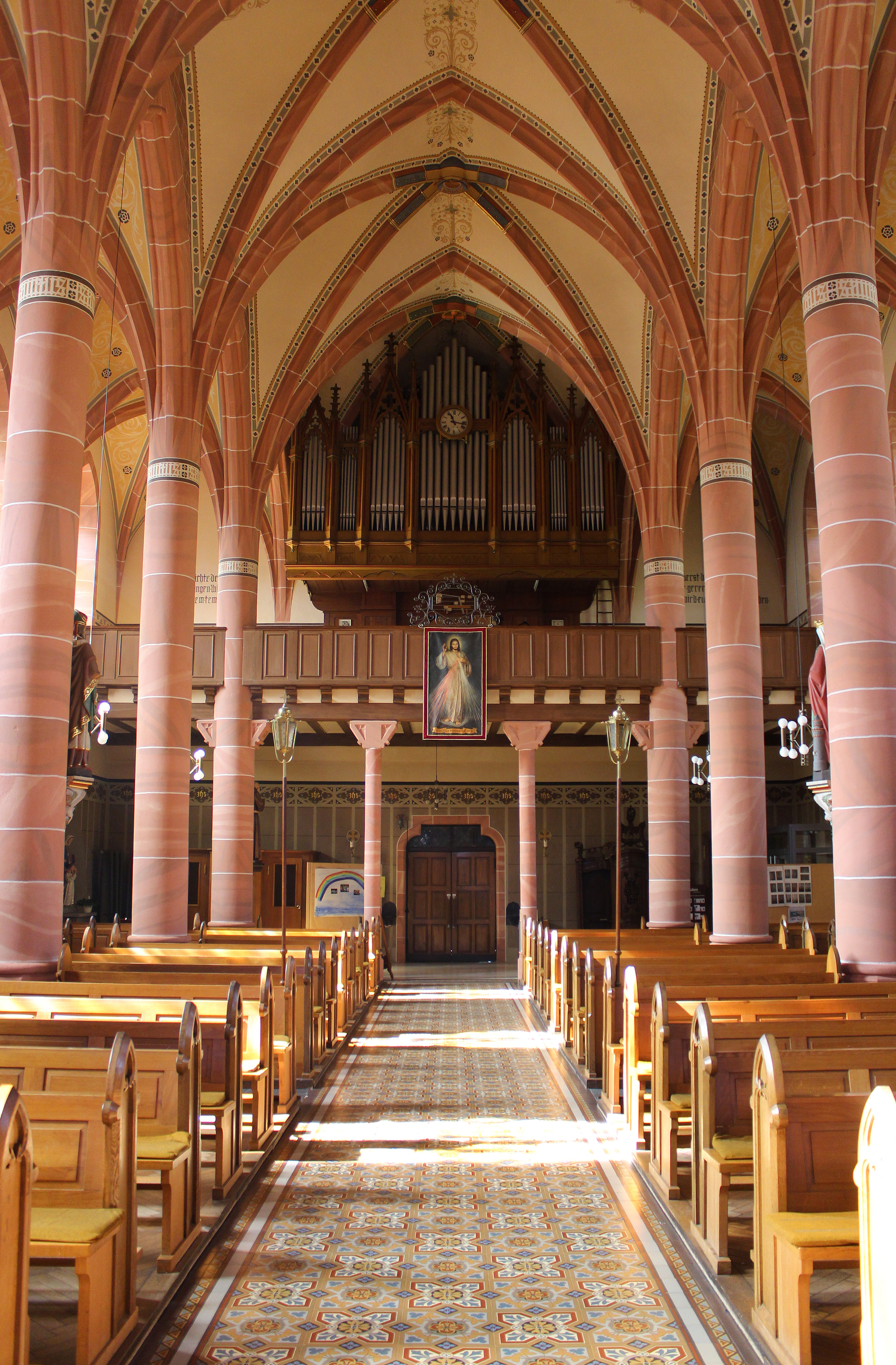
Blick zur Orgelempore

Die Orgel der Kirche wurde 1913 als Opus 523 von der Firma Johannes Klais Orgelbau (Bonn) errichtet. 1959 erfolgte eine Umdisponierung durch die Firma Haerpfer & Erman (Boulay/Lothringen). Das Kegelladen-Instrument ist auf einer Empore aufgestellt und verfügt über 23 Register, verteilt auf 2 Manuale und Pedal. Die Spiel- und Registertraktur ist pneumatisch. Die Disposition lautet wie folgt:
| I Hauptwerk C–g3 |                |       |
| 1.               | Principal      | 8′    |
| 2.               | Bordunalflöte  | 8′    |
| 3.               | Fugara         | 8′    |
| 4.               | Salicional     | 8′    |
| 5.               | Octave         | 4′    |
| 6.               | Gedacktflöte   | 4′    |
| 7.               | Quinte         | 2 ⁄3′ |
| 8.               | Superoctave 2′ |       |

| II Schwellwerk C–g3 |                 |       |
| 9.                  | Hornprincipal   | 8′    |
| 10.                 | Flauto          | 8′    |
| 11.                 | Bordun          | 8′    |
| 12.                 | Viola di Gamba  | 8′    |
| 13.                 | Aeoline         | 8′    |
| 14.                 | Vox coelestis   | 8′    |
| 15.                 | Flauto traverso | 4′    |
| 16.                 | Flautino        | 2′    |
| 17.                 | Sesquialter II  | 2 ⁄3′ |
| 18.                 | Trompete        | 8′    |
|                     | Tremulant       |       |

| Pedal C–f1 |           |                        |
| 19.        | Violon    | 16′                    |
| 20.        | Subbaß    | 16′                    |
|            | Echobaß   | 16′ (Windabschwächung) |
| 21.        | Principal | 8′                     |
| 22.        | Posaune   | 16′                    |

- Koppeln:
  - Normalkoppeln: II/I, I/P, II/P,
  - Suboktavkoppeln: II/I
  - Superoktavkoppeln: II/I
- Spielhilfen: 1 freie Kombination, Piano, Forte, Tutti, Zungen Ab, Crescendowalze

## Lokaler Wallfahrtsort „Bildchen“

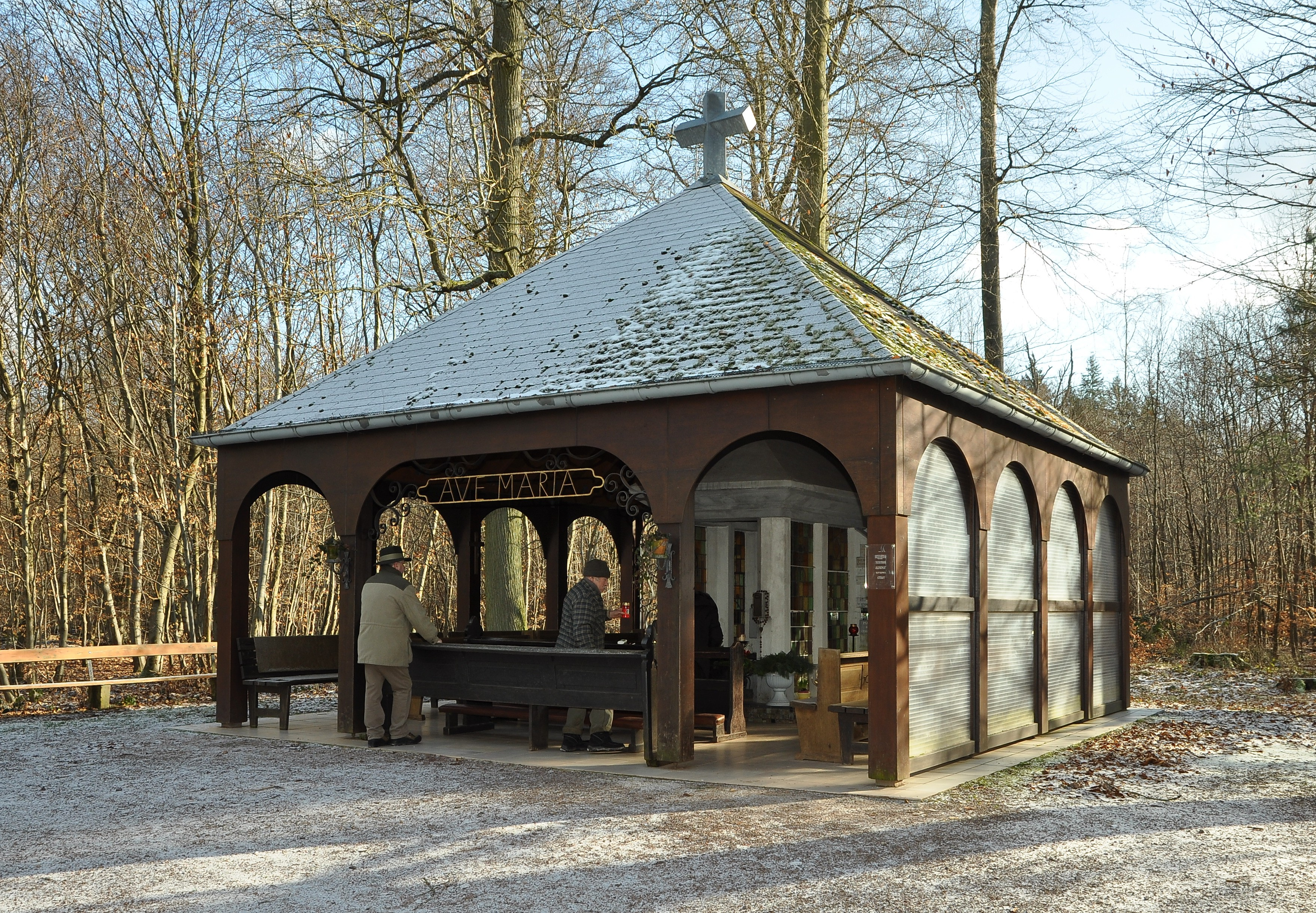
Beckingen, "Bildchen" im Beckinger Wald
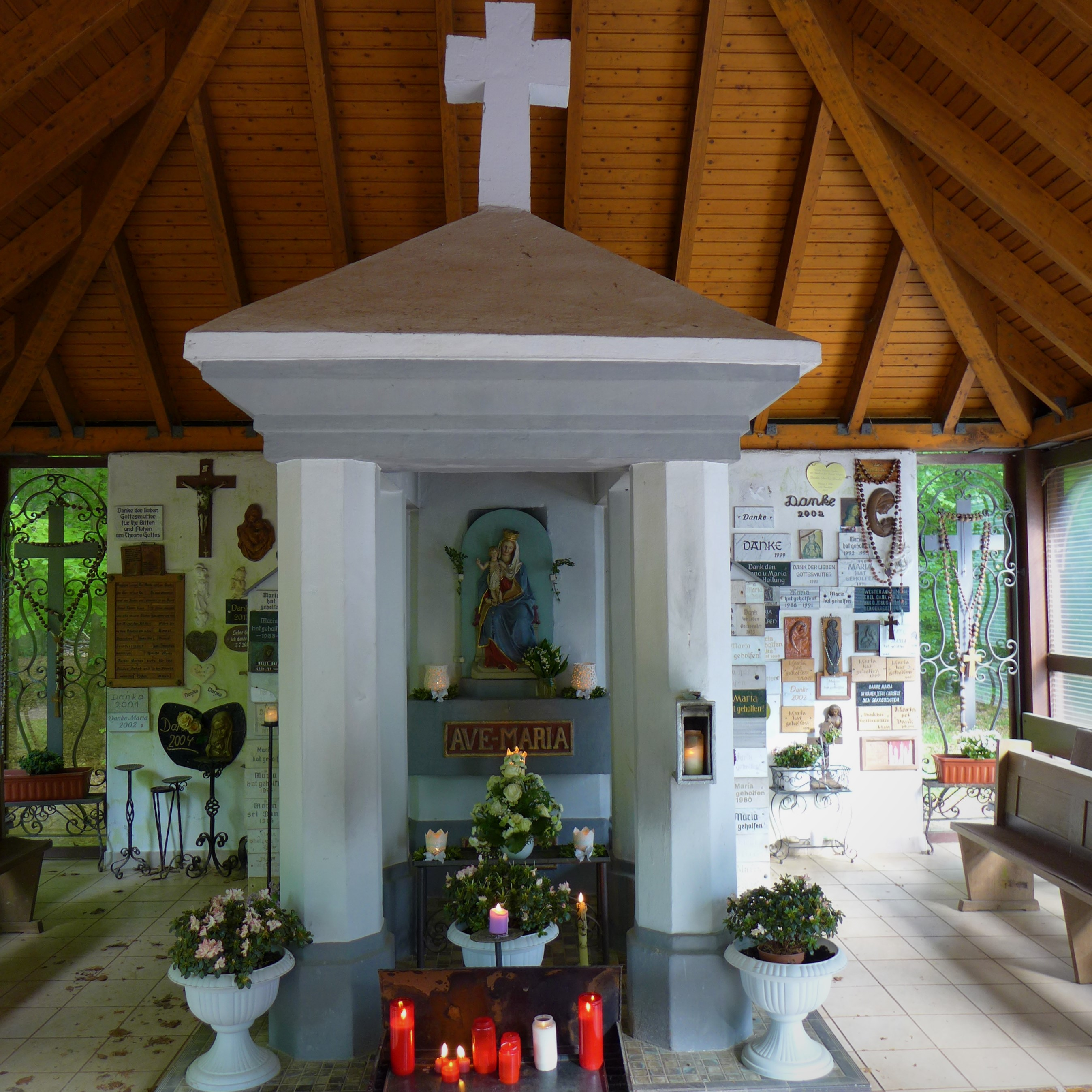
Inneres Kapellchen mit Überdachung
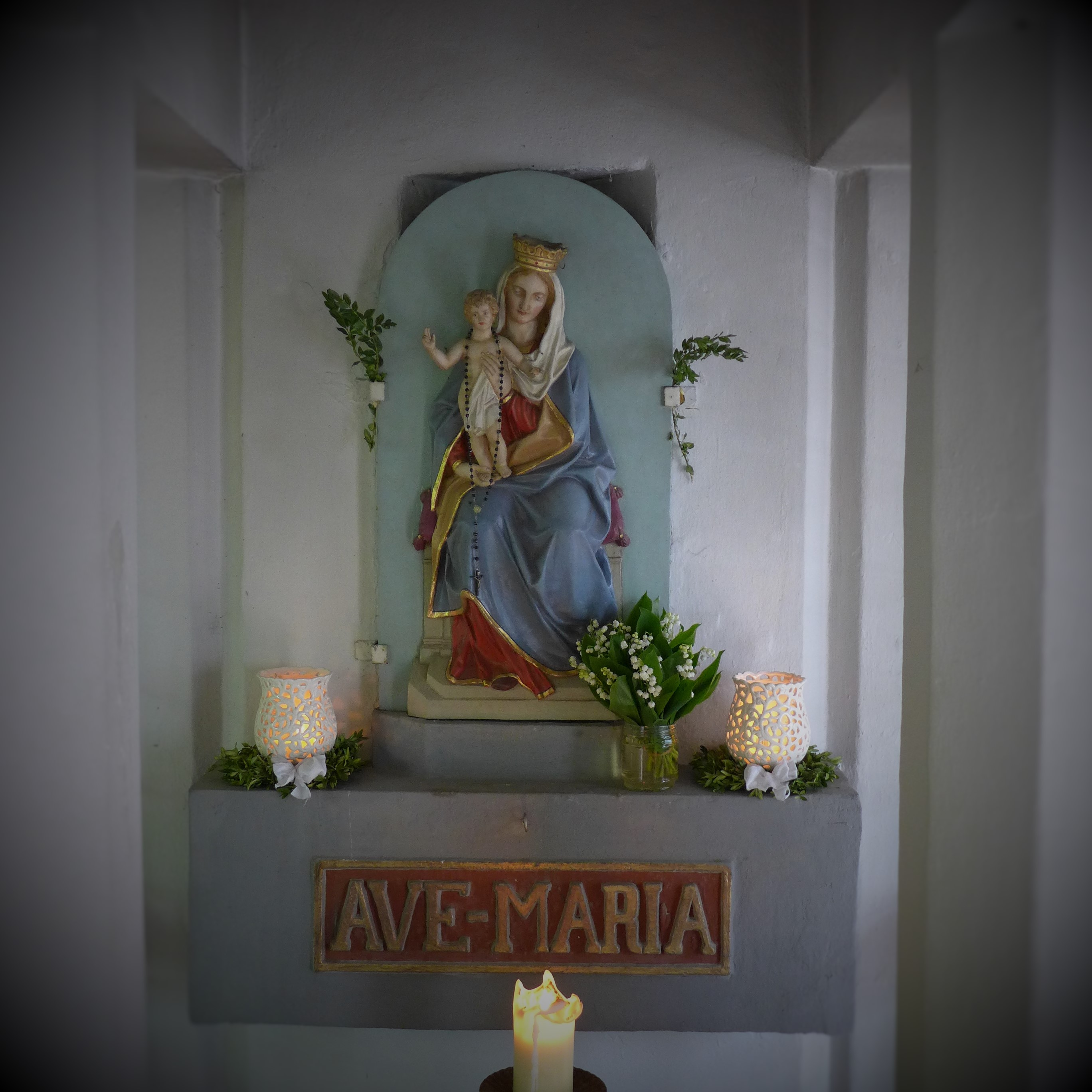
Gnadenbild

Das sogenannte „Bildchen“ im Beckinger Wald wurde nach mündlicher Überlieferung von einem überlebenden Teilnehmer des napoleonischen Russlandfeldzuges des Jahres 1812 im Jahr 1813 im Beckinger Wald errichtet. Nachdem der Bildstock nach dem Ersten Weltkrieg Opfer von Vandalismus geworden war, errichtete ihn der Beckinger Techniker Johann Jungmann im Jahr 1926 auf eigene Kosten neu. Das Bildchen wurde anlässlich des Marianischen Jahres im Jahr 1954 mit Buntglasfenstern ausgeschmückt. In den Jahren 1956/1957 errichtete man eine Glashalle für Beter über dem Bildstock, die während des Orkans Wiebke in Nacht vom 28. Februar auf den 1. März 1990 zerstört wurde. Einige Tage später zerschlugen unbekannte Täter das vom Sturm verschont gebliebene Marienbild. Nachdem aus der Bevölkerung Geld- und Sachspenden eingegangen waren, errichtet man über dem restaurierten Bildchen eine neue Kapelle, die am 15. August 2015, am Fest Mariä Aufnahme in den Himmel, eingeweiht wurde. Im Februar 2011 wurde die Anlage des Bildchen um einen Kreuzweg erweitert.